# Meryl Streep
Meryl Streep [ˈmɛɹəl stɹiːp], née le 22 juin 1949 à Summit (New Jersey, États-Unis), est une actrice américaine.
Souvent considérée comme la meilleure actrice de sa génération, elle est la personnalité la plus nommée de l'histoire des Oscars du cinéma (21 nominations) et en a remporté trois.
Elle est considérée par beaucoup comme une « actrice modèle » avec Emma Thompson, Frances McDormand, Olivia Colman ou encore Glenn Close comme le sont, du côté masculin, Gary Oldman, Al Pacino ou encore Robert De Niro. Elle fait partie des meilleures actrices de sa génération pour sa capacité à s'effacer derrière ses personnages, pour l'extrême justesse de son jeu, la richesse de son registre et la densité émotionnelle de ses compositions. Elle a été à ce titre maintes fois reconnue par ses pairs.
Elle est l'une des comédiennes les plus récompensées du cinéma anglophone, comptabilisant 3 Oscars dont 2 pour le titre de « Meilleure actrice », de 9 Golden Globes, 2 BAFTA et plus d'une vingtaine de nominations pour différentes récompenses américaines et internationales. Elle est l'interprète la plus nommée de l'histoire des Oscars, hommes et femmes confondus, avec 21 sélections dont 17 pour le titre de « Meilleure actrice ». Il en est de même pour les Golden Globes où elle cumule 30 nominations
Depuis les années 2000, elle est considérée comme la « reine des comédies musicales », titre que lui a par ailleurs attribué le magazine Los Angeles Times. En effet, cette dernière a joué dans un peu plus de huit longs-métrages musicaux. Parmi eux on peut citer les Mamma Mia! et The Prom ou encore ses deux collaborations marquantes avec Rob Marshall, dont le film Into the Woods : Promenons-nous dans les bois, en 2014. Ce dernier lui vaut une nouvelle nomination à l'Oscar de la meilleure actrice dans un second rôle, en 2014, et fait d'elle la seconde actrice à être nommée pour un Oscar dans une production Disney, après Julie Andrews.
Au cinéma, à la télévision et au théâtre, elle a interprété de nombreux rôles marquants, notamment dans Kramer contre Kramer (1979), où elle est l'ex-épouse de Dustin Hoffman, prestation pour laquelle elle obtient son premier Oscar : celui de la meilleure actrice de second rôle en 1980. Elle joue ensuite le double rôle d'une femme amoureuse dans La Maîtresse du lieutenant français (1981) où elle donne la réplique à Jeremy Irons, une femme instable, meurtrie, et brisée par l'expérience des camps de la mort durant la Seconde Guerre mondiale dans Le Choix de Sophie (1982 ; d'après le roman homonyme de William Styron), prestation qui lui vaut l'Oscar de la meilleure actrice en 1983, ou encore l'écrivaine danoise Karen Blixen dans Out of Africa (1985) aux côtés de Robert Redford.
Ses autres films mémorables incluent Le Mystère Silkwood (1983), dans lequel elle apparaît sous les traits d'une employée d'usine de traitement nucléaire enquêtant sur les agissements de sa direction. Pour son rôle de mère accusée d'infanticide dans Un cri dans la nuit (1988), elle est primée au festival de Cannes 1989. Elle incarne également une femme au foyer désemparée par la passion qu'elle porte à un photographe solitaire dans Sur la route de Madison (1995) de, et avec Clint Eastwood, ainsi qu'une éditrice lesbienne s'interrogeant sur le bonheur dans The Hours (2002) aux côtés de Nicole Kidman et Julianne Moore. Elle s'est aussi essayée à la comédie avec Adaptation (2002), Pas si simple (2009) et Le diable s'habille en Prada (2006). En 2012, elle gagne un troisième Oscar, son second dans la catégorie Meilleure actrice, pour son interprétation de Margaret Thatcher dans le film La Dame de fer.

## Biographie

### Jeunesse et premiers pas au théâtre
Mary Louise Streep naît dans le New Jersey. Son père, Harry William Streep Jr., est pharmacien et sa mère, Mary Wolf (née Wilkinson) est artiste,,. Elle a également deux frères, Dana et Harry et ses ancêtres sont allemands, suisses et anglais,.

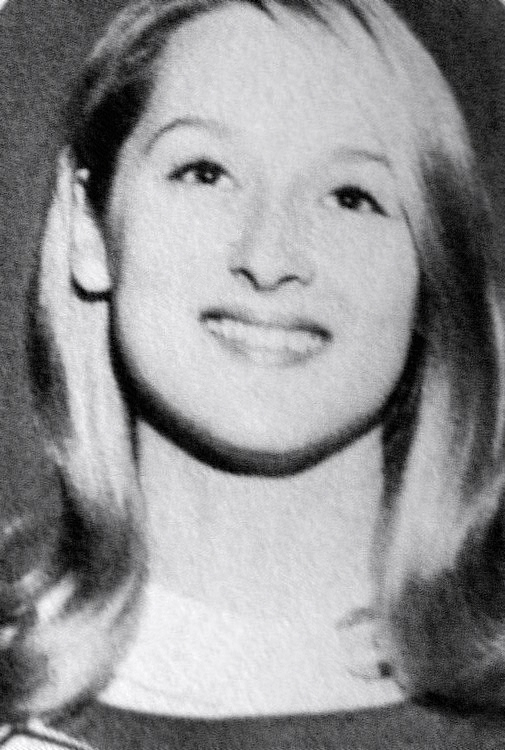
Meryl Streep en 1966.

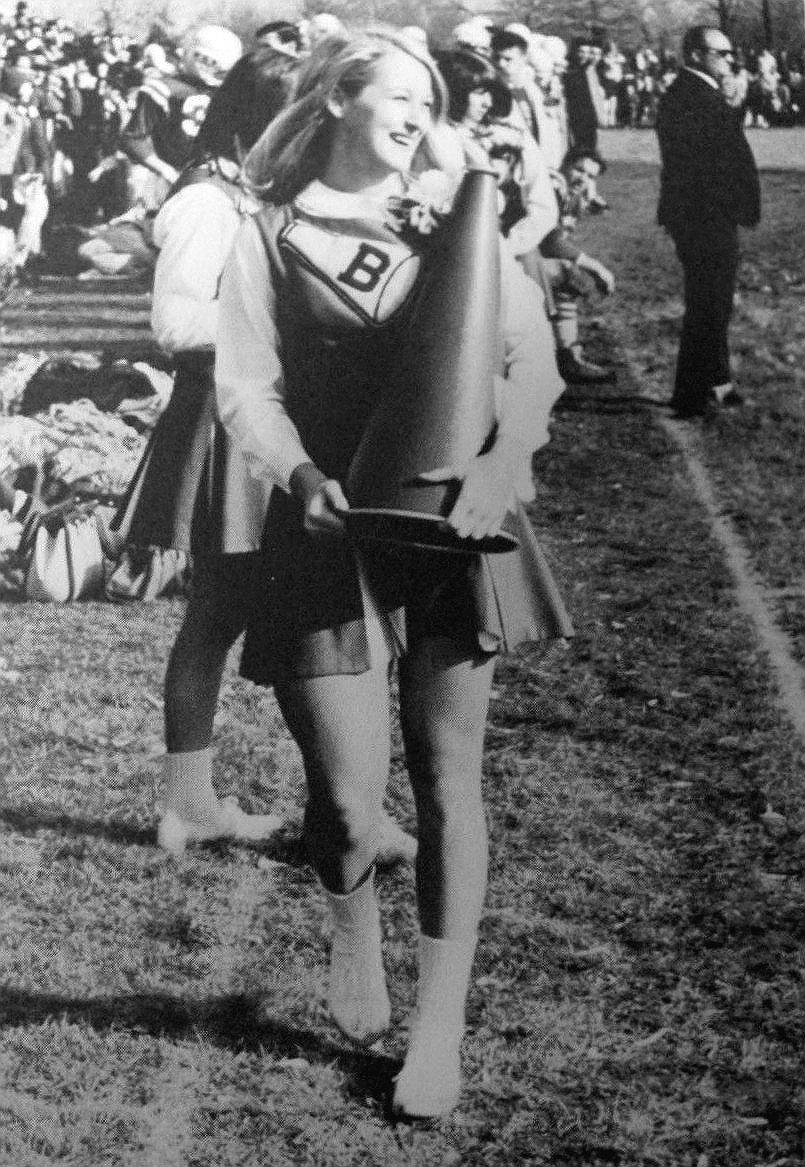
Meryl Streep en cheerleader à la Bernards High School, en 1966.

Du côté paternel, ses origines allemandes remontent à dix générations dans la localité de Loffenau en pays de Bade puis du Wurtemberg, d'où son arrière-grand-père, Gottfried Streeb (1815-1890) et son arrière-grand-mère Christina Rosina Streeb (née Zeltmann) ont émigré aux États-Unis, et où l'un de ses ancêtres a été maire[réf. nécessaire]. Un de ses arrière-grands-pères paternels, Balthasar Wilhelm Huber, originaire de Kerns (mais né à Giswil) en Suisse a émigré aux États-Unis en 1869 à l'âge de dix-sept ans avec ses deux frères, Josef et Arnold et leur père Felix Huber.
Son ascendance maternelle d'origine anglaise, est localisée depuis le XVIIe siècle en Pennsylvanie et au Rhode Island. Streep est une lointaine parente de William Penn, fondateur de la province de Pennsylvanie, et les archives indiquent que sa famille a été parmi les premiers acheteurs de terres dans cette région,.
Élevée dans la religion presbytérienne,,, elle grandit à Bernardsville dans le New Jersey, où elle est scolarisée à la Bernard High School.
En 1971, celle qui se destine originellement à une carrière de cantatrice obtient son bachelor en art dramatique (Bachelor of Arts) au Vassar College, où elle reçoit brièvement l'enseignement de Jean Arthur. Elle s'inscrit aussi comme étudiante d'échange à Dartmouth College pendant un semestre, avant que l'établissement scolaire ne devienne mixte. Elle obtient par la suite un Master d'arts (Mastership in Art, MFA) à la Yale School of Drama. Pendant son séjour à Yale, elle tient plusieurs rôles sur scène notamment Helena dans Le Songe d'une nuit d'été de William Shakespeare et The Idiots Karamazov, comédie écrite par Christopher Durang et Albert Innaurato,.
Le doyen du Yale Repertory Theatre in New Haven, Robert Brunstein, a dit qu'il « était évident qu'elle était destinée à de grandes choses ». Elle réussit à intégrer le « Phoenix Repertory » du théâtre de New York, et fait ses débuts au théâtre dans de grandes salles en 1975 avec la pièce Trelawney of the Wells.

### Des débuts remarqués au cinéma

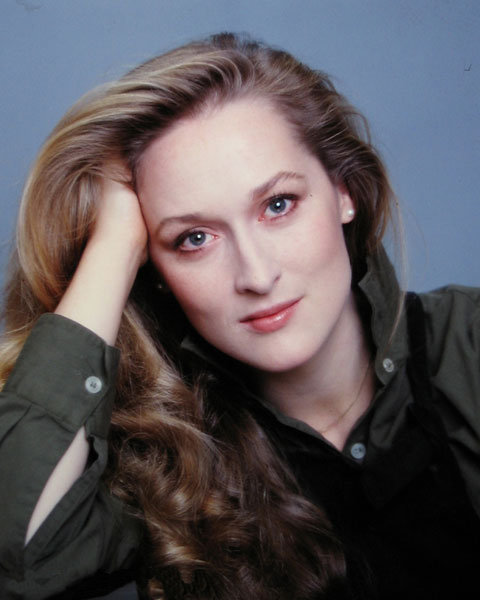
Meryl Streep, photographiée par Jack Mitchell en 1977.

Alors qu'elle commence à s'orienter vers le cinéma, Meryl Streep est profondément marquée par la prestation de Robert de Niro dans le film Taxi Driver (1976) de Martin Scorsese et aspire à devenir elle-même une actrice de la même stature. Elle passe plusieurs auditions, notamment pour le rôle principal du film King Kong, produit par Dino De Laurentiis. Lorsque ce dernier la rencontre, il lance à son fils, qui a repéré la jeune actrice au théâtre, « Che brutta ! » (« Quel laideron ! »), ignorant que Meryl Streep parle l'italien couramment. L'actrice lui répond alors : « Je suis désolée que vous pensiez que je suis trop moche pour votre film, mais vous êtes juste une opinion dans un océan et je m’en vais en trouver une plus clémente ».
En 1977, elle obtient son premier rôle au cinéma dans Julia de Fred Zinnemann, où elle a pour partenaires Jane Fonda et Vanessa Redgrave. L'expérience se révèle déplaisante pour Meryl Streep, qui est prise de doutes sur l'avenir de sa carrière : « J’avais une perruque horrible et ils ont pris les répliques d’une scène que j’avais tournée avec Jane pour les mettre sur une scène différente dans laquelle je jouais. Je me suis dit que j'avais fait une énorme erreur, plus jamais de films. Je déteste cette industrie ». Malgré tout, Jane Fonda lui apporte son soutien et la pousse à continuer.
Repérée par Robert de Niro dans la pièce La Cerisaie de Tchekhov, l'acteur la suggère à Michael Cimino pour jouer sa petite amie dans le film Voyage au bout de l'enfer (1978), fresque réaliste, épique et tragique consacrée à la guerre du Viêt Nam. L'actrice accepte ce rôle secondaire afin de rester auprès de son compagnon, John Cazale, également acteur du film. Ce dernier souffre d'un cancer des os généralisé et n'a plus que quelques mois à vivre,. Quand les producteurs apprennent la maladie de Cazale, ils souhaitent le remplacer mais Michael Cimino s'y oppose et Meryl Streep va même jusqu'à menacer de quitter le tournage. Afin de payer les frais médicaux de Cazale, l'actrice accepte ensuite, à contrecœur, un rôle dans la mini-série Holocauste, tournée en Allemagne et en Autriche, qui traite de la Shoah et qui fera des remous en Europe.
À son retour aux États-Unis, l'état de son compagnon s'est dégradé. Meryl Streep veille alors sur lui jusqu'à son décès, cinq mois plus tard, le 12 mars 1978. Après sa disparition, l'actrice parle de sa souffrance et de l'espoir que son travail constitue une échappatoire. Elle enchaîne avec le film La Vie privée d'un sénateur (1979) de Jerry Schatzberg, avec Alan Alda, et joue dans la pièce La Mégère apprivoisée de Shakespeare.
Holocauste et Voyage au bout de l'enfer, connaissant un immense succès critique et public, lui apportent la consécration internationale et la font connaître du grand public. Par ailleurs, la mini-série lui vaut d'être récompensée d'un Emmy Award et le film de Michael Cimino d'être nommée à l'Oscar de la meilleure actrice dans un second rôle, pour la première fois.

### La consécration
L'année suivante, Meryl Streep joue dans Kramer contre Kramer (1979) de Robert Benton le rôle d’une épouse, perdue en pleine procédure de divorce, se déchirant avec son mari pour la garde de leur fils. Après avoir lu le scénario, l'actrice estime que le discours que son personnage doit dire devant le tribunal ne reflète pas la réalité d’une femme traversant un divorce et explique au réalisateur : « Ce n’est pas le discours d’une femme, c’est le discours d’un homme essayant d’écrire pour une femme ». Robert Benton accepte alors de réviser le scénario et l'autorise à modifier elle-même ses répliques, malgré les objections de Dustin Hoffman, l'acteur principal du film.
La relation avec ce dernier s'avéra plus que tendue lors du tournage. Hoffman, adepte de la « Méthode », était en effet particulièrement odieux avec la jeune actrice : d'après certaines sources, l'acteur l'aurait attouchée, aurait jeté un verre contre le mur près de son visage et aurait même haussé le ton sur elle à plusieurs reprises. Cependant, l'anecdote la plus répandue est la fois où il la gifle par surprise lors d'une scène. Selon l'un des producteurs du film, Richard Fischoff, « Il [Hoffman] la piquait, la provoquait. Il utilisait des éléments de sa vie personnelle pour obtenir la réponse qu’il pensait qu’elle devait donner dans sa prestation ». Meryl Streep ne laisse cependant rien paraître de ce qu'elle ressent hors-caméra.
Lors de la sortie du film, Dustin Hoffman parle de sa partenaire en termes élogieux : « Elle a fait un travail extraordinaire, dans la mesure où son attention est proche de l'obsession. Elle ne pense à rien d'autre qu'à ce qu'elle fait ».
Kramer contre Kramer rencontre un accueil critique unanimement favorable ainsi qu'un grand succès commercial. Pour sa prestation, l'actrice obtient plusieurs récompenses, dont un Golden Globe et un Oscar, dans la catégorie « meilleure actrice dans un second rôle ». En parallèle, elle apparaît dans un rôle secondaire mais remarqué, de mère divorcée ayant refait sa vie avec une femme dans Manhattan (1979) de, et avec Woody Allen.
En 1981, elle obtient le premier rôle principal de sa carrière avec La Maîtresse du lieutenant français de Karel Reisz, dans lequel elle joue à la fois Sarah et Anna, deux femmes amoureuses à des époques différentes. Dans sa critique du film, le New York Magazine estime qu'à la différence de nombreuses stars féminines de l'âge d'or d'Hollywood, qui avaient cultivé une identité singulière dans chacun de leurs films, Meryl Streep est un « caméléon », capable de jouer n'importe quel type de rôle. Bien que sa prestation soit saluée et lui permette de remporter le BAFTA de la meilleure actrice et le Golden Globe de la meilleure actrice dans un film dramatique, l'actrice considère ce rôle comme l'un des moins convaincants de sa carrière. Elle juge ne pas avoir été « inspirée », ni « impliquée », et regrette la structure « artificielle » de l'intrigue.
L'année suivante, elle retrouve le réalisateur Robert Benton pour le thriller hitchcockien, La Mort aux enchères, qu'elle considère comme un « mauvais film ». Le New York Times regrette le manque d'alchimie entre l'actrice – qu'il trouve cependant « magnifique », et son partenaire à l'écran, Roy Scheider.
Son film suivant, Le Choix de Sophie (1982) d'Alan J. Pakula, d'après William Styron, la voit interpréter une Polonaise catholique meurtrie par l'expérience des camps de concentration et dont un choix tragique a fait, à jamais, basculer l'existence. Meryl Streep réussit à convaincre le réalisateur de lui confier le rôle, malgré les réticences de ce dernier, le personnage ayant été écrit à l'origine par l'auteur pour Ursula Andress. Tout le long du film, l'actrice joue avec un accent polonais et apprend pour l'occasion à parler la langue couramment, ainsi que l'allemand. La scène du « choix », qu'elle tourne en une seule prise et refuse de refaire, est pour elle « extrêmement douloureuse » et « émotionnellement épuisante ». Bien que la réception en salle du film soit polarisée, la prestation de Meryl Streep est unanimement acclamée. Elle remporte plusieurs récompenses, notamment son troisième Golden Globe, le second dans la catégorie « meilleure actrice dans un film dramatique », ainsi qu'un deuxième Oscar, le premier dans la catégorie « meilleure actrice ».
Dans Le Mystère Silkwood (1983) de Mike Nichols, première de ses quatre collaborations avec le réalisateur, Meryl Streep prête ses traits à Karen Silkwood, une chimiste américaine disparue dans des circonstances douteuses alors qu'elle enquêtait sur des actes délictueux dans l'usine de plutonium où elle travaillait. Pour se préparer à jouer le personnage, l'actrice rencontre plusieurs de ses proches et réalise que chacun d'eux avait une perception différence de sa personnalité : « Je n'ai pas essayé de me transformer en Karen. J'ai simplement essayé de comprendre qui elle était. J'ai rassemblé toutes les informations que je pouvais trouver sur elle... J'ai fini par regarder les différents événements de sa vie et essayé de la comprendre de l'intérieur ». Pour sa prestation, l'actrice est à nouveau louée par la critique et se voit nommer pour la cinquième fois à l'Oscar et la sixième fois aux Golden Globes.
Elle retrouve ensuite Robert de Niro pour Falling in Love (1984) d'Ulu Grosbard, drame romantique mal reçu par la critique, avant d'incarner un agent de liaison entre les parachutistes anglais et la résistance française dans le drame Plenty (1985) de Fred Schepisi. Pour ce dernier, le critique Roger Ebert du Chicago Sun-Times estime que l'actrice a su jouer son rôle avec « une grande subtilité », ajoutant qu'il est « difficile d'interpréter une femme déséquilibrée, névrosée, autodestructrice, et de le faire avec autant de douceur et de charme ».
L'actrice incarne ensuite la femme de lettres danoise Karen Blixen dans un film adapté de ses mémoires La Ferme africaine, avec Out of Africa (1985) de Sydney Pollack. L'histoire revient sur l'expérience africaine de l'auteur, son mariage raté avec Bror Blixen et sa relation avec Denys Finch Hatton, interprété à l'écran par Robert Redford. Sydney Pollack est particulièrement impressionné par Meryl Streep : « Elle était si directe, si honnête, et donc sans foutaises. Il n'y avait pas de blindage entre elle et moi », bien que les deux se disputent à de nombreuses reprises au cours du tournage, notamment en raison de la voix que l'actrice donne au personnage. En effet, après avoir écouté longuement des cassettes de Karen Blixen pour s'en imprégner, Meryl Streep parle de manière aristocratique et démodée, ce que Pollack jugea excessif. Le film est un succès critique et public considérable lors de sa sortie. Il reste aujourd'hui l'un des rôles les plus emblématiques de Meryl Streep. Elle est par ailleurs une nouvelle fois nommée pour un Oscar ainsi qu'un Golden Globe. Dès lors, l'actrice exige un salaire de quatre millions de dollars par film.

### Déconvenues et triomphes

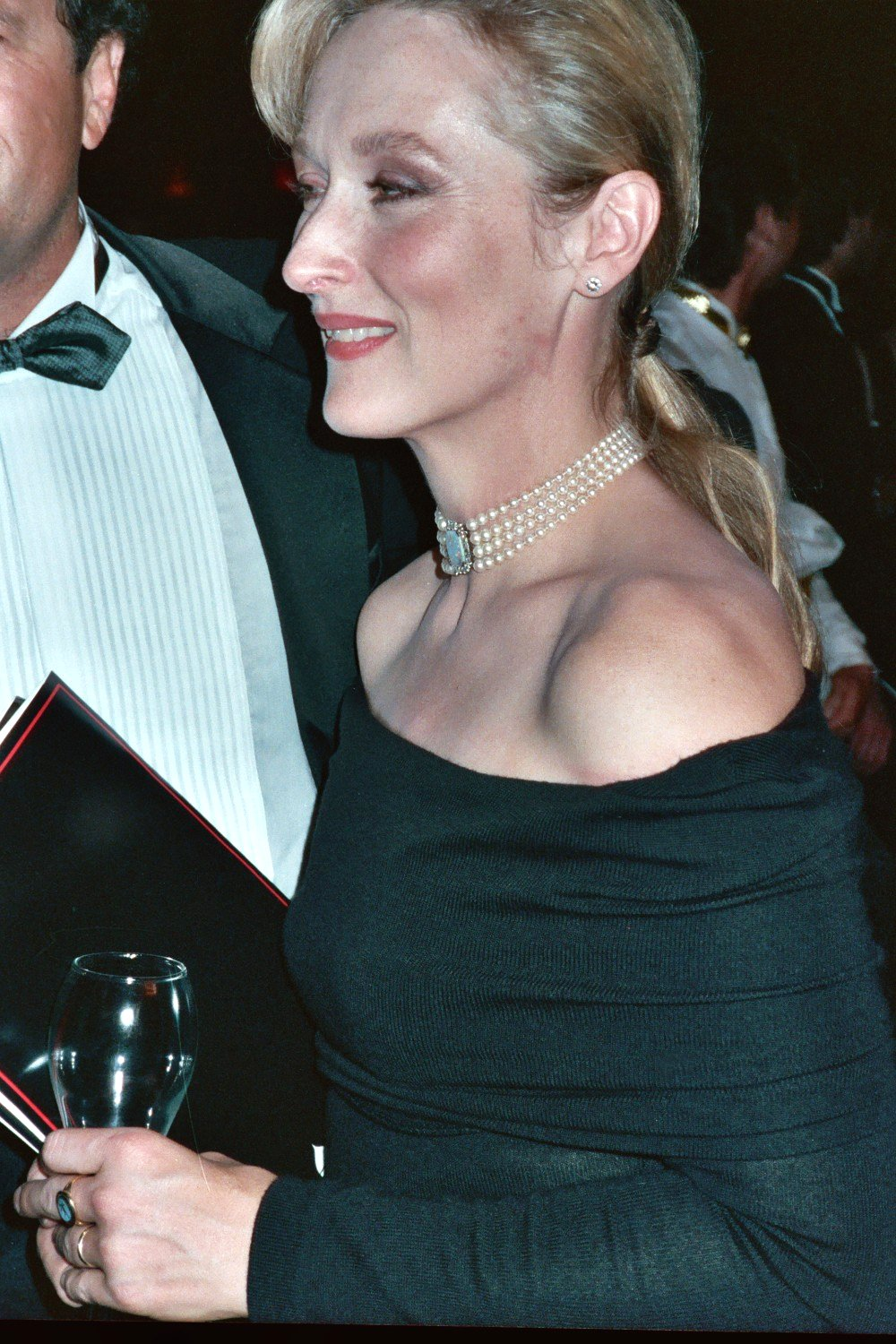
Meryl Streep lors de la des Oscars le 29 mars 1989.

Ses films suivants, La Brûlure (1986) de Mike Nichols et Ironweed, la Force d'un destin (1987) d'Héctor Babenco, tous deux avec comme partenaire Jack Nicholson, laissent la critique et le public indifférents.
Dans Un cri dans la nuit (1988) de Fred Schepisi, inspiré de l'affaire Azaria Chamberlain, Meryl Streep donne la réplique à Sam Neill et tient le rôle d'une mère accusée à tort du meurtre de son enfant. Sa prestation lui vaut de nouvelles récompenses dont le Prix d'interprétation féminine au Festival de Cannes 1989 et le prix du New York Film Critics Circle de la meilleure actrice, ainsi que de nouvelles nominations aux Golden Globes et aux Oscars. Pour le New York Times, l'actrice donne une autre « prestation époustouflante » et ajoute que « ce genre de virtuosité semble redéfinir les techniques de jeu au cinéma ».
L'actrice doit ensuite incarner le rôle d'Eva Perón sous la direction du réalisateur Oliver Stone dans une adaptation de la comédie musicale Evita. Elle abandonne cependant le projet deux mois avant le début du tournage, en raison de désaccords avec la production sur son salaire. Désireuse de s'essayer à la comédie, elle tient ensuite l'affiche de She-Devil, la diable (1989) de Susan Seidelman, une satire sur les obsessions d'Hollywood pour la beauté et la chirurgie esthétique. En réaction à l'insuccès commercial de ses derniers films, l'actrice déclare : « Le public est moins large et les stratégies marketing dominantes visent les hommes entre 16 et 25 ans – c'est devenu le paradoxe de l'œuf et de la poule. Lequel est apparu en premier ? D'abord, ils sortent tous ces films l'été, puis font un sondage pour savoir qui va les voir ».

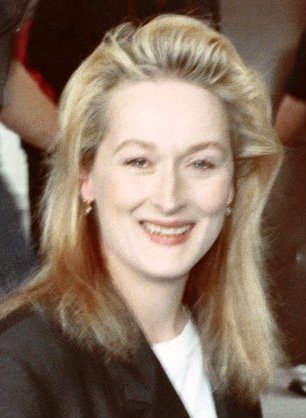
Meryl Streep en 1990.

Au début des années 1990, Meryl Streep privilégie sa vie familiale et n'accepte de préférence que les films tournés aux alentours de Los Angeles, une situation qu'elle avait anticipée dès 1981 : « À partir du moment où une actrice atteint la quarantaine, plus personne ne s'intéresse à elle. Alors si vous voulez devenir mère, il faut choisir ses rôles avec grand soin ». Lors d'une conférence donnée par la Screen Actors Guild, elle critique ouvertement l'industrie cinématographique qui, selon elle, minimise l'importance des femmes aussi bien sur l'écran qu'en dehors. Plus généralement, elle déplore l'insuffisance de possibilités d'emploi pour les femmes ainsi que l'absence de parité salariale.
En 1990, elle joue une dernière fois sous la direction de Mike Nichols dans Bons baisers d'Hollywood, adaptation cinématographique des démêlés de l’actrice Carrie Fisher avec sa mère Debbie Reynolds, qui lui apporte une nouvelle nomination à l'Oscar. L'année suivante, elle tourne la comédie fantastique Rendez-vous au paradis, de et avec Albert Brooks. En 1992, elle est dirigée par Robert Zemeckis, aux côtés de Bruce Willis et Goldie Hawn, dans la comédie noire La mort vous va si bien, critique violente du monde de Hollywood dénonçant la superficialité et la quête de la jeunesse éternelle pour laquelle les stars sont prêtes à tous les excès.
Elle apparaît ensuite dans le drame La Maison aux esprits (1993) de Bille August, mais le succès n'est pas au rendez-vous. The New Yorker écrit même : « C'est un véritable exploit. Le film réunit Jeremy Irons, Meryl Streep, Winona Ryder, Antonio Banderas et Vanessa Redgrave et s'assure que, sans exception, ils délivrent tous leurs pires prestations ». L'année suivante, elle joue une mère de famille prise en otage par deux violents criminels lors d'un voyage de rafting dans le thriller La Rivière sauvage (1994) de Curtis Hanson, aux côtés de Kevin Bacon et John C. Reilly. Le film reçoit des avis mitigés mais la critique salue la prestation de l'actrice, qui apporte de l'humour et de l'intelligence à son personnage, comme l'un des meilleurs éléments du film.
Elle se voit ensuite proposer par Clint Eastwood d'être sa partenaire dans le film qu'il s'apprête à réaliser, Sur la route de Madison, adaptation du best-seller du même nom de Robert James Waller, en raison de son pouvoir d'attraction sur le public féminin. Le roman met en scène une femme d'âge mûr, épouse d'un fermier parti pour la foire de l'État. Un photographe en visite dans la région s'éprend d'elle et ils vivent un grand amour romantique sans lendemain. Initialement peu intéressée par le projet, en raison du livre qu'elle n'aime pas, Meryl Streep accepte finalement le rôle proposé après avoir lu le scénario final. Avant le tournage, Eastwood ne lui dit rien d'autre que « sois naturelle » et ce, malgré le fait que le personnage ait grandi en Italie. Ignorant la demande du réalisateur, Meryl Streep commence le tournage en prenant un accent italien pour lequel elle s'était entraînée plusieurs semaines, s'inspirant des actrices Sophia Loren et Anna Magnani. Durant la première moitié des prises de vues, Eastwood ne dit rien à l'actrice, qui se demande si elle joue réellement ce qu'il attend d'elle. Aussi, ce dernier lui dit-il un jour : « Tu sais, je ne dis jamais rien, sauf quand je n'aime pas ». Lors de la promotion du film, on peut lire dans les journaux qu'une « intense amitié est née entre les deux stars ».
Sur la route de Madison sort en 1995 et connaît un grand succès critique et public. The New York Times évoque « une émouvante et élégiaque histoire d'amour au cœur de l'œuvre dégoulinante » et estime qu'il s'agit du meilleur rôle de Meryl Streep depuis plusieurs années. L'actrice est à nouveau proposée pour un Oscar et un Golden Globe.
L'année suivante, elle partage l'affiche avec Leonardo DiCaprio, Diane Keaton et Robert de Niro dans le drame intimiste Simples Secrets (1996) de Jerry Zaks, qui lui apporte une nouvelle proposition pour un Golden Globe. Elle donne ensuite la réplique à Michael Gambon et Catherine McCormack dans un autre drame, Les Moissons d'Irlande (1998) de Pat O'Connor, pour lequel elle joue une femme irlandaise.
La même année, elle obtient une nouvelle nomination à l'Oscar pour sa prestation dans Contre-jour, avec Renée Zellweger et William Hurt. Sous la direction de Wes Craven, l'un des maîtres du cinéma d'horreur, elle incarne Roberta Guaspari, une violoniste américaine, dans La Musique de mon cœur en 1999. Elle remplace la chanteuse Madonna, originellement choisie pour le rôle, après son départ en raison de différends artistiques avec le réalisateur. Nommée pour un Oscar, un Golden Globe et un Screen Actors Guild Award, l'actrice est à nouveau saluée par la critique pour sa prestation.

### Poursuite de la carrière
En 2001, Meryl Streep est la voix de la fée bleue dans A.I. Intelligence artificielle de Steven Spielberg, un projet repris du défunt réalisateur Stanley Kubrick. Le film connaît une belle carrière commerciale, mais ce Pinocchio futuriste reçoit un accueil critique mitigé, certains le trouvant magnifique, d'autres trop long et ennuyeux.
La même année, elle co-présente avec Liam Neeson le concert du prix Nobel de la paix à Oslo. Toujours en 2001, elle fait son retour au théâtre après plus de vingt ans d'absence dans une adaptation de la pièce de Anton Tchekhov, La Mouette, mise en scène par Mike Nichols.
L'année suivante, elle incarne la journaliste américaine Susan Orlean dans Adaptation (2002) de Spike Jonze, avec également Nicolas Cage. Le scénario, qui traite de l'adaptation cinématographique d'une œuvre littéraire et des atermoiements du scénariste qui y est employé, sombrant dans une crise existentielle, est pour l'actrice « l'un des plus intéressants et l'un des plus ambigus » qui lui a été donné de lire depuis longtemps. Pour l'occasion, elle accepte une diminution de son salaire en raison du budget du film, plus modeste que ceux qu'elle tourne habituellement. L'accueil critique est excellent et permet à l'actrice de remporter le quatrième Golden Globe de sa carrière et le second dans la catégorie « meilleure actrice dans un second rôle ». Avec également une treizième nomination à l'Oscar, elle devient l'actrice la plus nommée de l'histoire, devant Katharine Hepburn et Jack Nicholson avec douze nominations chacun.
La même année, elle partage l'affiche du drame The Hours (2002) de Stephen Daldry, avec Nicole Kidman et Julianne Moore. Le film raconte une journée cruciale des vies respectives de trois femmes de différentes époques, dont les destins sont interconnectés par le roman de Virginia Woolf, Mrs Dalloway. Meryl Streep y joue une éditrice de New York qui s'occupe depuis des années de son meilleur ami et ancien amant atteint du sida. Le film est un succès aussi bien critique que commercial. Meryl Streep remporte l'Ours d'argent de la meilleure actrice lors du Festival de Berlin 2003, récompense qu’elle partage avec Kidman et Moore. Pour Rolling Stone, les trois comédiennes font de The Hours « un film de toute beauté ». Le magazine estime également que Meryl Streep prouve une nouvelle fois qu'elle est « capable de faire des miracles ». Sa prestation lui permet d'obtenir une nomination au Golden Globes.
En 2003, elle fait une apparition dans son propre rôle dans la comédie de Peter et Bobby Farrelly, Deux en un. La même année, elle retrouve le réalisateur Mike Nichols pour la mini-série Angels in America, adaptée de la pièce homonyme écrite par Tony Kushner. L'action se déroule au milieu des années 1980, sous les présidences de Ronald Reagan et George Bush, à New York et raconte les vies de plusieurs personnes qui s'entrecroisent, liées par le contexte républicain, l'homosexualité, l'apparition du sida, leur questionnement du divin et leur expérience de la marginalité. La mini-série connaît un grand succès et permet à Meryl Streep de remporter le cinquième Golden Globes de sa carrière, le premier dans la catégorie « meilleure actrice dans une mini-série ou un téléfilm », son second Primetime Emmy Award et son premier Screen Actors Guild Award.
En 2004, l'actrice devient, à l'âge de 54 ans, la plus jeune récipiendaire du prestigieux AFI Life Achievement Awards, récompense honorifique remise chaque année par l'American Film Institute à un acteur ou un réalisateur ayant accompli une carrière remarquable au cinéma. La même année, elle apparaît dans Un crime dans la tête de Jonathan Demme, remake du film homonyme réalisé par John Frankenheimer en 1962. L'actrice y reprend le rôle tenu à l'origine par Angela Lansbury, celui d'une sénatrice américaine et mère manipulatrice et impitoyable d'un candidat à la vice-présidence. Le film connaît un succès modéré, tant sur le plan critique que commercial, mais la prestation de l'actrice est louée.
Toujours en 2004, elle tient un second rôle aux côtés de Jim Carrey dans le film d'aventure pour enfants, Les Désastreuses Aventures des orphelins Baudelaire. L'année suivante, elle donne la réplique à Uma Thurman dans la comédie Petites Confidences (à ma psy). Elle y joue une psychiatre juive découvrant qu'une de ses patientes est la nouvelle petite amie de son fils. Le film reçoit des critiques mitigées et connaît un succès modeste au box-office.
En 2006, elle fait son retour au théâtre avec une adaptation de Mère Courage et ses enfants de Bertolt Brecht, mise en scène par George C. Wolfe et jouée au Public Theater de New York. La même année, elle tourne dans le dernier film réalisé par Robert Altman, The Last Show. Les critiques sont favorables, estimant que ce « chant du cygne » est « digne de celui qui fut l'un des plus grands réalisateurs que le cinéma ait connu ».
Toujours en 2006, Meryl Streep connaît l'un des plus grands succès populaires de sa carrière avec Le diable s'habille en Prada de David Frankel, adapté du roman homonyme de Lauren Weisberger. Aux côtés d'Anne Hathaway et d'Emily Blunt, elle y interprète la cruelle et tyrannique Miranda Priestly, rédactrice en chef du magazine de mode Runway, inspirée de la figure d'Anna Wintour à la tête du magazine Vogue. L'actrice ne s'inspire cependant pas de cette dernière mais de Diana Vreeland, la précédente rédactrice en chef du magazine, ainsi que de Liz Tilberis, la directrice d'Harper's Bazaar et de Carmen Dell'Orefice, un mannequin célèbre pour ses cheveux blancs. Les critiques sont mitigées quant au film, mais unanimes à propos de son interprète principale. Ainsi, Critikat estime que « si Le diable s'habille en Prada mérite d’être vu, c’est principalement pour l’immense Meryl Streep, capable de transformer un personnage très cartoonesque (genre Cruella reconvertie en prêtresse de la mode) en véritable être humain dont la monstruosité perverse n’est jamais une conséquence – ce qui en ferait une victime – mais un choix. Sous le vernis comique du rôle rêvé par tout comédien qui se respecte, on trouve dans le jeu de Meryl Streep une infinité de nuances qui enrichissent sans cesse son personnage ».
Le film permet à l'actrice d'être nommée pour plusieurs prix, notamment une quatorzième proposition à l'Oscar, et de remporter son sixième Golden Globe. Le diable s'habille en Prada est également l'un des plus grands succès commerciaux de sa carrière, avec plus de 2 millions d'entrées en France, et des recettes internationales supérieures à 420 millions de dollars, pour un budget de 35 millions.
L'actrice enchaîne ensuite avec un petit rôle dans Dark Matter (2007) de Chen Shi-Zheng, drame intimiste sur un jeune et brillant Chinois qui, pendant les années autour des manifestations de la place Tien An Men, vient poursuivre ses études de chimie dans une université américaine. Dans le thriller Détention secrète sorti la même année, elle côtoie Jake Gyllenhaal et Reese Witherspoon. Les critiques sont globalement négatives et les recettes ne parviennent pas à couvrir les frais de production.
Son film suivant, Le Temps d'un été (2007), dans lequel elle tient un second rôle aux côtés de Vanessa Redgrave, Claire Danes, Toni Collette et Glenn Close, reçoit un accueil critique peu enthousiaste. Toujours en 2007, l'actrice retrouve, vingt-deux ans après leur collaboration sur Out of Africa, l'acteur Robert Redford, interprète et réalisateur du drame politique Lions et Agneaux, avec également Tom Cruise, une réflexion sur la démocratie ayant pour fond la Guerre d'Afghanistan. Cependant, le film ne génère qu'un faible intérêt critique et commercial.

### Continuation et polémique

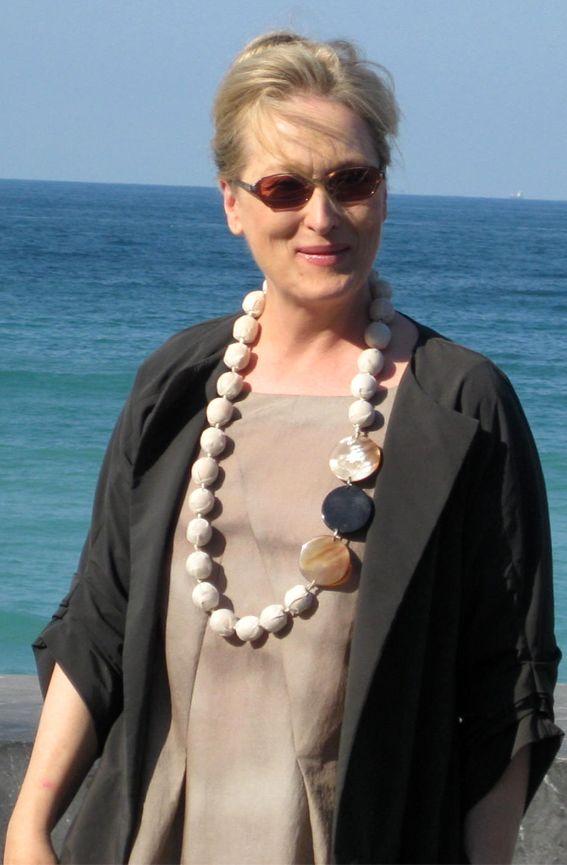
Meryl Streep en 2008.

En 2008, Meryl Streep est l'héroïne de Mamma Mia!, adaptation de la comédie musicale du même nom basée sur les chansons du groupe de pop suédois ABBA. Grande admiratrice de leur musique, l'actrice interprète notamment les singles Money, Money, Money, Dancing Queen et The Winner Takes It All, et affirme : « Les chansons sont intemporelles. Elles entrent en vous. Quand j'ai commencé à les apprendre, je me suis rendue compte que je les connaissais toutes. Elles sont terriblement accrocheuses avec de formidables mélodies. » En dépit d'un accueil critique relativement négatif, le film est un grand succès commercial, rapportant plus de 740 millions de dollars de recettes dans le monde, et permet à Meryl Streep de recevoir la vingt-deuxième proposition aux Golden Globes de sa carrière. Pour The Boston Globe, l'actrice « fait ressortir le meilleur de chacun. Elle communique avec son public comme elle ne l'a jamais fait auparavant. La plus grande actrice des États-Unis est finalement devenue une star de cinéma. »
Son interprétation d'une directrice d'école catholique soupçonnant un prêtre respecté d'avoir abusé sexuellement d'un mineur dans Doute (2008), aux côtés d'Amy Adams et de Philip Seymour Hoffman, lui permet d'être nommée pour la quinzième fois de sa carrière à l'Oscar, et la douzième citation dans la catégorie « meilleure actrice ». Sous la direction de Nora Ephron, Meryl Streep incarne ensuite Julia Child, chef cuisinier et animatrice de télévision américaine, dans Julie et Julia (2009), et remporte un septième Golden Globe, dans la catégorie « meilleure actrice dans un film musical ou une comédie ». La même année, elle partage l'affiche de la comédie sentimentale Pas si simple de Nancy Meyers avec Alec Baldwin et Steve Martin. Elle prête également sa voix à la renarde Felicity Fox dans le film d'animation réalisé par Wes Anderson, Fantastic Mr. Fox.

En 2011, l'actrice retrouve la réalisatrice de Mamma Mia !, Phyllida Lloyd, pour La Dame de fer dans lequel elle incarne Margaret Thatcher, première femme à avoir exercé les fonctions de Premier ministre du Royaume-Uni. Bien qu'en désaccord sur à peu près tout ce qui concerne la politique de cette dernière, l'actrice est cependant impressionnée par « sa capacité à parler en développant de longs paragraphes, de répondre aux questions avec précision, d'écouter les arguments et de s'y confronter. » La Dame de fer reçoit des avis mitigés, la critique reprochant au film son absence de point de vue sur la politique de Thatcher. Meryl Streep est cependant acclamée. Pour Le Monde, son interprétation « relève, selon les standards de l'actrice, de l'ordinaire. Admirable donc. Elle intègre de manière stupéfiante la gestuelle de son personnage, ses tics de langage, le léger mouvement de sa lèvre inférieure quand Thatcher venait de s'exprimer, le sourire qui semble se figer, son impeccable savoir-vivre avec son entourage, la froideur cassante dont elle faisait preuve avec ses ministres. » Le film permet à Meryl Streep d'être récompensée par plusieurs prix, notamment un Golden Globe, le huitième de sa carrière et le troisième dans la catégorie « meilleure actrice dans un film dramatique » et son second BAFTA de la meilleure actrice. Elle remporte également son troisième Oscar, égalant ainsi le record d'Ingrid Bergman et de Jack Nicholson pour le nombre et le type de trophées obtenus (deux pour le meilleur rôle principal et un pour le meilleur second rôle). Lors de la remise de ce dernier prix, l'actrice déclare dans son discours : 

« Je veux vraiment remercier tous mes collègues, tous mes amis. Je regarde ici et, vous savez, je vois ma vie défiler devant mes yeux: mes vieux amis, mes nouveaux amis. C'est vraiment un grand honneur, mais ce qui compte le plus pour moi, ce sont les amitiés, l'amour et la joie que nous avons partagés en faisant des films ensemble. Mes amis, merci à vous tous, défunts et présents, pour cette carrière inexplicablement merveilleuse. »

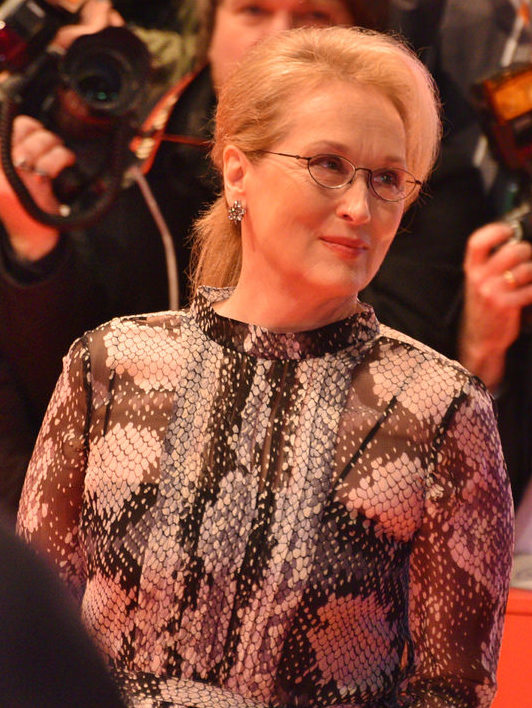
Meryl Streep au festival de Berlin le 11 février 2016.

L'année suivante, elle est à nouveau dirigée par le réalisateur du Diable s'habille en Prada, David Frankel, dans la comédie romantique Tous les espoirs sont permis, aux côtés de Tommy Lee Jones. Sa prestation de mère tyrannique et dépendante dans le drame Un été à Osage County (2013), avec également Julia Roberts et Ewan McGregor lui permet d'être proposée à l'Oscar pour la dix-huitième fois de sa carrière et une quinzième citation dans la catégorie « meilleure actrice ». Elle est à nouveau nommée en 2014, cette fois dans la catégorie « meilleure actrice dans un second rôle », pour son rôle de sorcière dans le film musical de Rob Marshall, Into the Woods. Elle devient à ce titre la deuxième actrice à être citée à l'Oscar pour une production estampillée Disney, cinquante ans après le sacre de Julie Andrews pour une autre comédie musicale signée des mêmes studios, Mary Poppins (1964).
La même année, elle apparaît dans The Giver, film d'anticipation tiré du best-seller Le Passeur, avant de tenir un second rôle dans le western The Homesman de et avec Tommy Lee Jones. Elle doit ensuite incarner la cantatrice Maria Callas dans un film censé la réunir avec le réalisateur Mike Nichols, mais la mort de ce dernier empêche le projet de se concrétiser.
En 2015, l'actrice joue le rôle d'une rock star des années 1980 dans Ricki and the Flash pour lequel elle donne la réplique à sa propre fille, Mamie Gummer. Le film, qui marque également ses retrouvailles avec le réalisateur Jonathan Demme, reçoit un accueil critique mitigé. La même année, elle incarne la femme politique britannique féministe Emmeline Pankhurst dans Les Suffragettes, aux côtés de Carey Mulligan et Helena Bonham Carter. Le film reçoit globalement des critiques positives mais le distributeur se voit reprocher d'avoir mis en avant Meryl Streep dans sa campagne marketing alors que l'actrice n'a qu'un petit rôle.

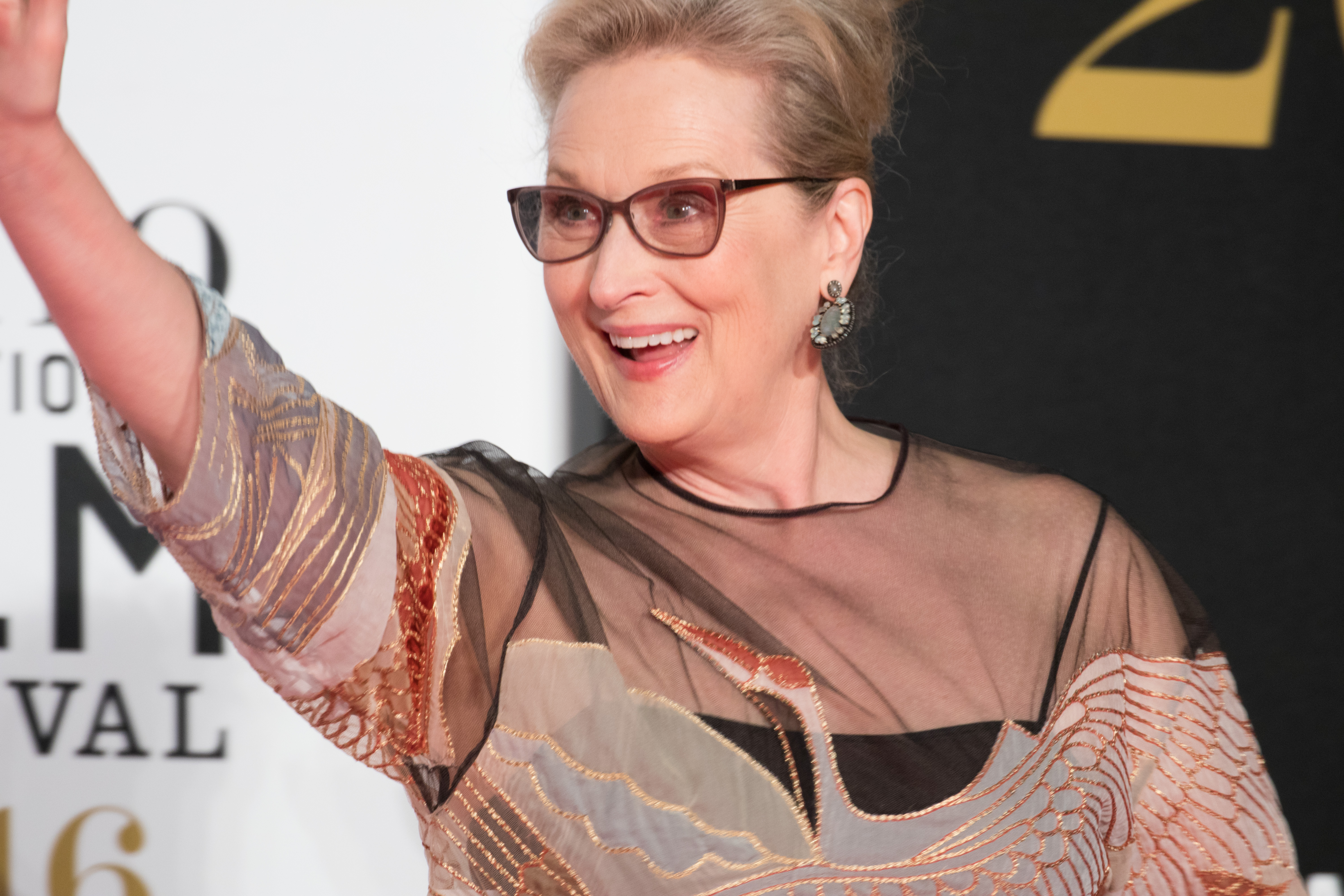
L'actrice en 2016 durant la promotion du film Florence Foster Jenkins.

En février 2016, elle préside le jury du 66e Festival de Berlin. La même année, elle prête ses traits au rôle-titre de du film Florence Foster Jenkins sous la direction de Stephen Frears, biographie filmée de la riche héritière du même nom animée, à la Belle Époque, d'une grande passion pour l'art lyrique mais chantant terriblement faux. Meryl y chantera en live tout le long du tournage. Le film reçoit de bonnes critiques et permet à l'actrice de passer la barre symbolique de la vingtième nominations aux Oscars.
L'année suivante, elle joue pour Steven Spielberg dans Pentagon Papers, avec également Tom Hanks. Le film s'inspire de faits authentiques et retrace la lutte de la première directrice du journal The Washington Post, Katharine Graham, et de son rédacteur en chef, Benjamin Bradlee, contre le gouvernement fédéral pour publier des pages confidentielles et secret-défense qui dévoilent la responsabilité et l'implication politique et militaire des États-Unis dans la guerre du Viêt Nam. Le film permet à Meryl Streep d'être proposée respectivement pour la 31e et la 21e fois aux Golden Globes et aux Oscars,.
Dans le cadre des révélations suivant l'affaire Harvey Weinstein, Meryl Streep est critiquée publiquement par l'actrice Rose McGowan pour avoir travaillé avec lui alors qu'elle était, selon elle, au courant des agissements du producteur, accusé de harcèlements et d'agressions sexuelles par plusieurs femmes, dont McGowan elle-même. Meryl Streep lui répond dans un communiqué, réaffirmant qu'elle n'avait pas eu connaissance du comportement de Weinstein avant les révélations : « Je n'ai pas sciemment gardé le silence. Je ne savais pas. HW avait besoin que l'on ne sache pas, car le fait que nous lui fassions confiance lui donnait une crédibilité qui lui servait à piéger de jeunes femmes pleines de rêves. Il avait beaucoup plus besoin de moi que je n'avais besoin de lui, et il s'est assuré que je ne sois au courant de rien ».
Dans un entretien accordé à la chaîne CNN, Meryl Streep explique n'avoir que de « l'empathie » pour Rose McGowan et déclare : « Je suis sûre qu’à bien des égards elle aurait souhaité que je sache. Ce qui est arrivé à Rose est insupportable. Je pense qu'elle et toutes ces femmes qui se sont manifestées — Annabella Sciorra, Mira Sorvino, Asia Argento, nous leur devons une dette de gratitude parce qu'elles ont changé le 21e siècle. Vraiment »,. Peu de temps après, sur la même chaîne, Rose McGowan adresse à Meryl Streep ses remerciements pour ses déclarations et explique que le tweet l'accusant d'être au courant avait été envoyé dans un moment de profonde tristesse.

### La «reine des comédies musicales»
L'année suivante, Meryl Streep joue pour la première fois de sa carrière dans la suite de l'un de ses films. Avec Mamma Mia! Here We Go Again, elle reprend son rôle de Donna Sheridan-Carmichael qu'elle partage cette fois avec Lily James, soit dix ans après le premier opus. Également pour la première fois de sa carrière, elle n'est pas doublée car elle ne tient aucun dialogue dans ce film et ne fait que chanter.
Au départ l'actrice n'est pas vraiment en faveur du projet car elle le trouve un peu inutile et, selon sa règle d'or, ne fait jamais de suites. Mais selon la productrice principale du film, Judy Cramer, ce qui a fait basculer l'actrice en faveur du projet est qu'il soit surtout une préquelle : « Elle adorait l’idée d’un prequel parce qu’elle aimait l’idée de laisser la place aux jeunes. Meryl ne fait pas de suites. Elle ne nous a jamais dit ça, mais elle voulait en faire partie sans tenir le rôle le plus important. Pour être honnête, elle a dit : "Je ne vais pas chanter neuf chansons, courir dans la colline, faire ma Mélodie du Bonheur. Je l’ai déjà fait". ».
À sa sortie en salles, le film musical reçoit des critiques majoritairement positives et connaît un grand succès commercial. Toutefois, la quasi-absence de l'actrice dans le film se fait beaucoup ressentir. Le réalisateur Ol Parker explique que Meryl Streep n'a pu tourner qu'une semaine de film, car elle enchaînait par la suite avec les tournages des films Pentagon Papers de Steven Spielberg et celui du Retour de Mary Poppins.
L'actrice est ensuite annoncée dans la distribution de la seconde saison de la série Big Little Lies, dans le rôle de Mary Louise Wright, avec notamment Nicole Kidman, Reese Witherspoon, Laura Dern et la jeune prodige : Shailene Woodley. Puis, à celui de la suite des aventures de la nurse anglaise de Disney, Le Retour de Mary Poppins, où elle incarne la cousine de celle-ci, et qui lui permet de retrouver l'actrice Emily Blunt, sa partenaire du Diable s'habille en Prada et le réalisateur Rob Marshall, avec qui elle avait déjà tourné ultérieurement. Elle retrouve aussi, Colin Firth et a la chance de collaborer aux côtés de Dick Van Dyke et de l'acteur et compositeur Lin-Manuel Miranda qui fait sa première apparition au cinéma. À la sortie en salle de ce second opus, sa performance à la fois déjantée et inattendue est vivement saluée par la critique aux États-Unis tandis que dans les pays européens, les médias sont assez mitigés, sur ce nouveau rôle et qualifient sa performance de « gênante ». Ce second volet est d'ailleurs un semi-échec en Europe.
Par la suite, son nom est associé à plusieurs gros projets cinématographique. Tout d'abord, elle est annoncée dans une nouvelle version du classique Les Quatre Filles du docteur March de Louisa May Alcott, cette fois réalisée par Greta Gerwig, elle y tient le rôle de la tante March aux côtés de Saoirse Ronan, Emma Watson, l'acteur montant du moment Timothée Chalamet, et Louis Garrel, pour qui c'est son premier film tourné uniquement en anglais. Elle est par la suite annoncée aux côtés des acteurs Gary Oldman et Antonio Banderas dans le prochain film de Steven Soderbergh The Laundromat qui s'intéresse à l'affaire des Panama Papers, qui sera produit par la plateforme de VOD Netflix. Puis selon IMDB et sa filmographie Wikipédia américaine, dans un film encore sans titre de Martin Scorsese, elle donnerait la réplique à l'actrice Sharon Stone et à Robert De Niro.
Lors de la sortie de la suite de Big Little Lies, et un mois après la diffusion de la seconde saison qui connut un grand succès, les médias révèlent qu'une scène avec Meryl Streep et les actrices Reese Witherspoon et Nicole Kidman (productrices du programmes) a été coupée car jugée trop violente. En effet, celle-ci montrait le personnage de Reese Witherspoon jeter une glace sur l'actrice américaine. À cette annonce, de nombreux internautes s'insurgent contre HBO et les producteurs de la série. Très vite, HBO rectifie le tir et annonce que cette « scène coupée » sera présente dans la version DVD. Quoi qu'il en soit, la performance de Meryl Streep est vivement saluée, et son retour à la télévision réussi. Au début du mois de décembre 2019, on apprend qu'elle est nommée pour la 34e fois aux Goldens Globes, cette fois dans la catégorie « meilleure actrice dans un second rôle » pour son interprétation dans la seconde saison de Big Little Lies face aux actrices Helena Bonham Carter, nommée pour son rôle dans la série historique The Crown, et Emily Watson, pour Chernobyl[réf. souhaitée]
Netflix annonce que l'actrice rejoindra la distribution du film musical The Prom de Ryan Murphy. Ce long-métrage signe sa sixième incursion dans le monde musical. La distribution du film se compose majoritairement d'acteurs avec qui elle a déjà tourné dans le passé dont Nicole Kidman (qui jouait sa belle-fille dans la seconde saison de Big Little Lies et qui fut sa partenaire dans le drame historique The Hours de Stephen Daldry) James Corden (avec qui elle avait partagé l'affiche dans Into the woods). Et pour la première fois, elle donnera la réplique à l'humoriste afro-américain Keegan-Michael Key, Andrew Rannells, et de la jeune actrice Ariana DeBose (alors inconnue du grand écran, la nouvelle adaptation de West Side Story n'étant pas encore sortie) qui remplace au pied levé la chanteuse Ariana Grande.
Elle est ensuite tardivement annoncée aux côtés de l'acteur prometteur Lucas Hedges et des actrices Dianne Wiest et Candice Bergen dans le prochain long métrage de Steven Soderbergh, La Grande Traversée. Ce film signe sa seconde collaboration avec le réalisateur américain. Toutefois ce projet est compromis à cause de la pandémie de Covid-19 qui force les studios hollywoodiens, tout comme les autres entreprises, à fermer leurs portes.
Durant le confinement mis en place pour enrayer la pandémie, à l'instar de beaucoup d'artistes, l'actrice américaine reste très présente dans le domaine des médias. Ainsi, elle participe à différents évènements virtuels, comme un hommage au compositeur Stephen Sondheim, à l'occasion de son anniversaire. Ainsi, elle reprend certains des grands tubes du compositeur aux côtés des actrices Audra McDonald et son amie Christine Baranski.
Elle participe aussi à une web-série pour enfants, dirigée par le réalisateur Taika Waititi. Cette dernière est en fait une lecture de James et la Grosse Pêche, une des œuvres méconnues de l'écrivain Roald Dahl. Découpée en 10 épisodes, la distribution de ce projet auditif réunit de prestigieux acteurs, parmi lesquels, Benedict Cumberbatch, Ewan McGregor, Eddie Redmayne, Cate Blanchett ou encore Olivia Wilde. Elle a fait part de son admiration pour l'acteur Jim Parsons lors de la sortie de la série Hollywood sur Netflix, en plein confinement.

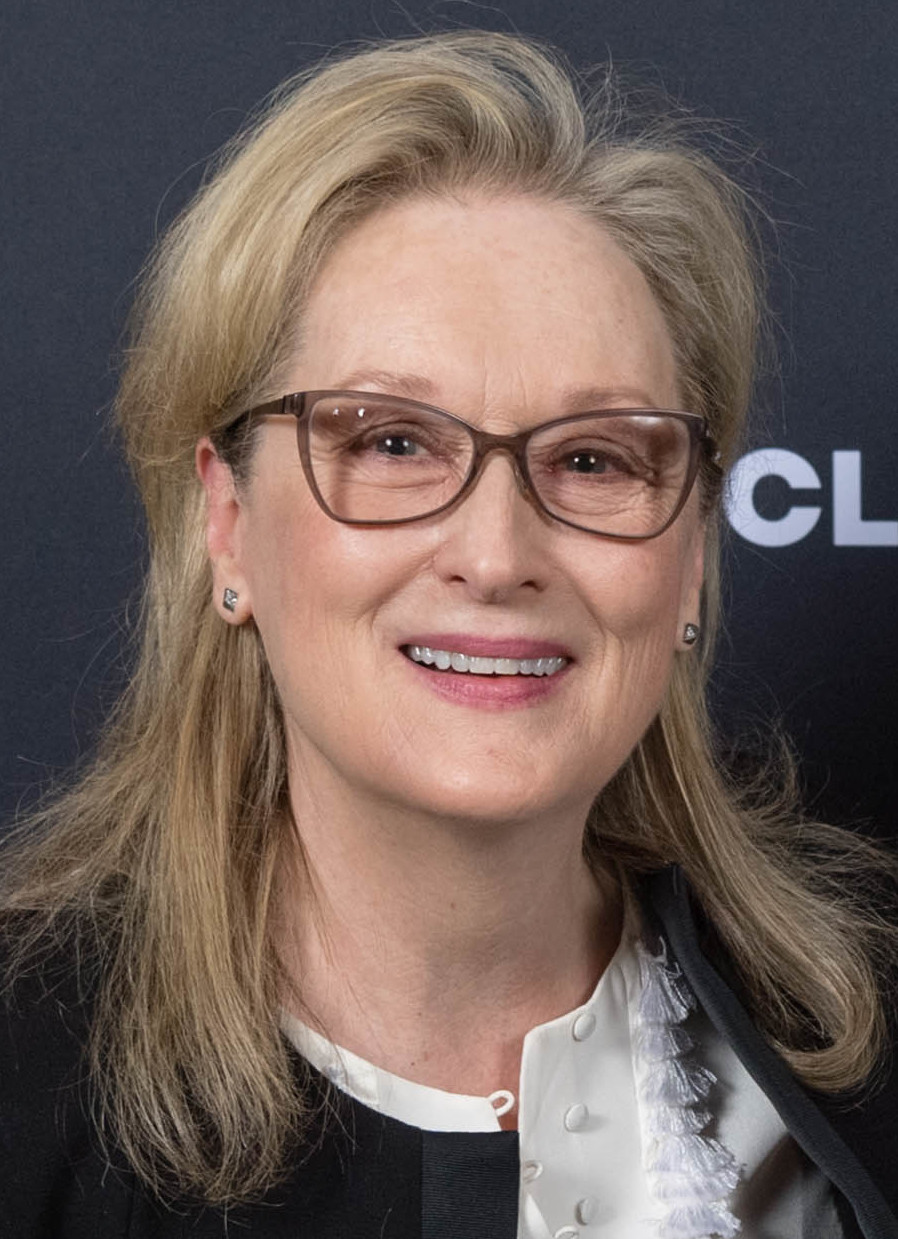
L'actrice en 2018 pour la promotion des Filles du Docteur March.

En septembre 2020, l'actrice est annoncée pour jouer le rôle de la présidente fictive Janie Orlean dans le film Don't Look Up. Satire du monde du monde politique, par le réalisateur Adam McKay, le projet rassemble l'élite hollywoodienne d'alors. Ainsi, Meryl retrouve certains de ses collaborateurs parmi eux Timothée Chalamet, Leonardo DiCaprio ou encore l'actrice Cate Blanchett. Elle fait aussi équipe avec Jennifer Lawrence, Ariana Grande et Chris Evans, avec qui elle n'avait jamais tourné auparavant.
Dans le même temps, une première bande-annonce de sa nouvelle comédie-musicale The Prom est révélée et l'actrice y est saluée pour son style vestimentaire et sa nouvelle coiffure. Trois mois plus tard, Meryl Streep se retrouve à l'affiche de The Prom, qui signe son grand retour dans le domaine de la comédie musicale. De son expérience, l'actrice confie : « Je suis la plus âgée du casting et c'est moi qui danse le plus, ce qui n'a aucun sens. J'étais terrifiée par Ryan Murphy, en partie à cause de la série American Horror Story. Mais je savais qu'il avait un œil tranchant pour ce qui était vrai. », et fait part de toute son admiration pour le réalisateur et producteur américain. Nouveauté dans cette nouvelle comédie musicale : l'actrice se met au rap.
Les critiques sont pour la plupart dithyrambiques quant à sa performance. Ainsi Le Parisien note qu'elle « est toujours parfaite ». Tandis que Première dit d'elle : « Meryl Streep dont l’enthousiasme à danser, chanter et jouer les pestes au cœur plus grand qu’il ne paraît emporte tout sur son passage. » Musical Avenue est plus nuancé, affirmant seulement que « Meryl Streep n'a jamais aussi bien chanté dans un film que dans The Prom » ,. Quant à la presse américaine, elle la titre : « reine des comédies musicales ». Elle explique aussi que même si elle ne fait pas partie des divas de Broadway, « chanter a toujours été une obsession » pour elle.

Elle confiera plus tard en guise de vœux de bonne année : 

« L’année 2020, on va tâcher de l’oublier d’accord ? Mes vœux pour 2021 ? Mon Dieu, mais si je devais les lister il vous faudrait plusieurs éditions spéciales. J’aimerais bien tourner encore plus de comédies musicales. Ce n’est un secret pour personne, j’aime chanter ! Et ce bien avant Mamma Mia. Mais depuis que j’ai participé à The Prom sous la direction de Ryan Murphy, j’ai compris que c’était vraiment une chose qui me transcende et je serais ravie de pouvoir renouveler l’expérience. Chanter, cela me donne des ailes ! Je l’ai toujours su ! À part ça, j’aimerais pouvoir retourner en France au plus vite. La gastronomie française et les vins français, c’est mon péché mignon ! J’espère que cette pandémie va être éradiquée afin que je puisse voyager à nouveau. À chaque fois que je vais en France, je ramène de bonnes choses. En quantités raisonnables cela va sans dire… »

Alors que les pronostics lui annoncent une nomination assurée au Golden Globe de la meilleure actrice dans un film musical ou une comédie pour son rôle de Dee Dee Allen dans la comédie-musicale de Ryan Murphy, Meryl Streep ne figure finalement pas parmi les sélectionnés, contrairement à son partenaire dans le film James Corden, qui est lui nommé.

### Projets en streaming
En 2021, Meryl Streep entame le tournage du drame de science-fiction Don't Look Up qu'elle décrit comme un de ses projets les plus « sombre, audacieux et complexe » fait dans sa carrière où elle interprète la présidente des États-Unis. Le film est dévoilé le jour de Noël. Ce dernier obtient des critiques positives dans l’ensemble.
Pour interpréter ce rôle, l’actrice suit les indications scénaristiques de son réalisateur en s’inspirant de divers présidents des États-Unis, comme l’outrance de Donald Trump mais également le côté « beau-parleur » de Barack Obama ou l’ingérence de George W. Bush, soit en improvisant totalement une scène, qui est finalement coupée au montage, soit en se mettant nue pour les besoins d’une autre scène, créant la gêne chez son partenaire Leonardo DiCaprio qui la « considère comme une reine ».
Tandis qu'il prépare activement le remake américain de sa série Dix pour cent, le producteur et ancien agent français  Dominique Besnehard évoque son envie de faire tourner la star hollywoodienne dans son propre rôle, dans un des épisodes de son adaptation.
En juin 2021, Meryl Streep est à nouveau la cible d'une polémique. En effet alors qu'elle fait la promotion de ses mémoires, l'actrice Sharon Stone la critique ouvertement, disant d'elle : « Je pense que c’est une femme et une actrice incroyable et merveilleuse. Viola Davis est tout aussi douée que Meryl Streep. Emma Thompson, Judy Davis, Olivia Colman, Kate Winslet. Mais tu dis Meryl, et tout le monde tombe par terre. […] Je suis sûre que Meryl a une histoire. Mais si elle vous la racontait, elle ne serait plus la Meryl que l’on veut qu’elle soit, et elle n’aurait plus tous ces boulots. Meryl ne peut pas être le fer de lance, parce qu’elle n’aurait plus ses emplois. »,.
Après deux ans de pauses et de nombreuses rumeurs concernant la suite de sa carrière, l'actrice revient en 2023 dans deux projets pour la télévision. Dans un premier temps, elle est confirmée dans la mini-série d'anticipation : Extrapolations. Développée par le scénariste américain Scott Z. Burns pour Apple TV, la série tourne autour de plusieurs thématiques politiques et sociales, dont celle du réchauffement climatique. Bien qu'elle ne partage pas l'entièreté de ses scènes avec la plupart des acteurs de la série, Meryl Streep travaille pour la première fois avec les français Tahar Rahim et Marion Cotillard, ainsi que Kit Harington. Cette mini-série permet la seconde collaboration de l'actrice avec Gemma Chan, les deux comédiennes ayant déjà joué ensemble sur le drame La Grande Traversée de Steven Soderbergh. La série reçoit pour le moins des critiques mitigés.
Elle est ensuite annoncée dans la troisième saison de la série comique Only Murders in the Building, portée par le trio Steve Martin, Martin Short et Selena Gomez. Ce projet signe ainsi sa troisième collaboration avec les studios Disney qui produisent et diffusent la série via leurs plateformes Hulu et Disney +. L'actrice y interprète le rôle Loretta, une actrice qui n’a jamais vraiment percé dans le domaine artistique et qui devient la suspecte d’un meurtre. En plus de son rôle dans la série, elle enrichie son répertoire musicale en interprétant le titre Look for the Light, en duo avec Ashley Park. Son interprétation d’actrice est vivement saluée,. Sa participation à la série lui vaut sa 34e nomination aux Golden Globes. L'année suivante, il est annoncé qu'elle prolonge sa participation à l'occasion d'une quatrième saison d'Only Murders in the Building.
En 2023, elle reçoit la distinction espagnole du prix Princesse des Asturies, l'équivalent hispanophone de l'Ordre des Arts et des Lettres ou de la Légion d'honneur française.

### Honneur et retour progressif
Après sa Palme d'Honneur reçue au Festival de Cannes en mai 2024, Mery Streep revient en France en juin de la même année. Elle participe à la création mondiale du Dream Requiem de Rufus Wainwrigth, à la Maison de la Radio et de la Musique à Paris, avec l'Orchestre Philharmonique de Radio France et la Maitrise de Radio France, sous la direction de Mikko Franck Le concert est diffusé en direct sur France Musique et Arte TV,.
En 2024, elle fait part de son désir de reprendre plusieurs de ses rôles iconiques. Elle annonce vouloir retrouver les membres des films musicaux Mamma Mia à l'occasion d'un troisième volet développé par les producteurs Tom Hanks et Rita Wilson pour les studios Universal. Dans le même temps, les actrices et productrices Nicole Kidman et Reese Witherspoon font part de leur envie de retrouver l'actrice américaine à l'occasion du tournage d'une troisième saison de la série Big Little Lies.
En juillet 2024, après s’être opposée pendant longtemps à un tel projet, la presse révèle que Meryl Streep reprendrait son rôle de Miranda Priestly dans un projet de suite à la comédie Le Diable s'habille en Prada développé par Disney via sa filiale 20th Century Studios. Elle y retrouverait ses acolytes du premier volet : Emily Blunt, Anne Hathaway et Stanley Tucci. Sur ce film, elle donnera la réplique pour la première aux comédiens : Kenneth Branagh, Simone Ashley et Pauline Chalamet, la grande sœur de Timothée avec qui elle a déjà travailler précédemment.Le film est prévue pour une sortie en 2026. Des premières photos du tournage sont révélées durant le même mois créant l'indignation du média Variety qui s'inquiète de l'impact de ces publications sur la réception future du long-métrage.
Parallèlement à ce projet de suite au Diable s'habille en Prada, elle rejoint la distribution de la nouvelle adaptation cinématographique des romans Narnia réalisé par Greta Gerwig pour Netflix. Elle y donnera sa voix au personnage du lion Aslan, succèdant ainsi à Liam Neeson qui avait tenu ce rôle dans les premières adaptations de Disney entre 2004 et 2010. Le film signe ses retrouvailles avec la réalisatrice sept ans après leurs collaboration sur Les Filles du Docteur March. Elle partagera l'écran avec Daniel Craig et Emma Mackey dans les autres rôles importants.
En juillet 2025, le média The Express Tribute indique que Meryl Streep rentrerai en négociation pour interpréter la chanteuse canadienne Joni Mitchell dans un projet de film biographique. Elle y donnerai la réplique à l'actrice Anya Taylor-Joy qui interprèterai l'homologue jeune du personnage.

## Divers

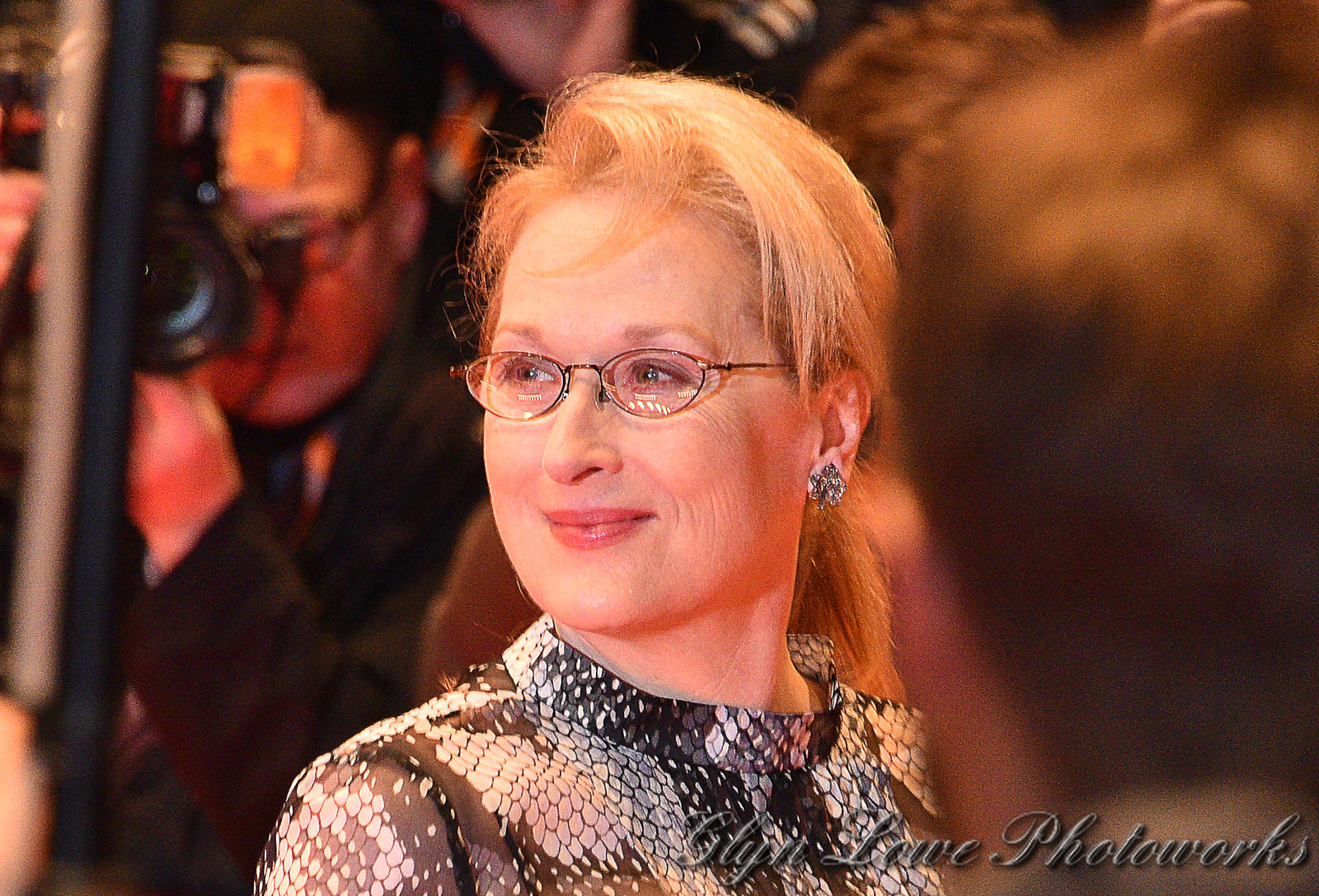
Meryl Streep à la cérémonie d'ouverture de la Berlinale 2016.

Célèbre pour ses divers engagements, Meryl Streep a marqué les esprits lors de ses débuts. Elle s'est battue pour jouer des personnages forts, profonds et intenses, dans un Hollywood où les femmes n'avaient pas la même place qu'aujourd'hui. Sa volonté de modifier ses dialogues ou de d'apporter des modifications à ses personnages lui ont valu une réputation d'actrice au fort caractère, perfectionniste et engagée.
L'un de ses multiples combats concerne l'égalité homme-femme. Lors de ses premières interviews, elle n'hésite pas à dénoncer l'écart de salaires présents entre les actrices et les acteurs des studios. Elle revient également sur la place qu'occupent les femmes sur le grand écran disant dans une interview : « Je me rendais au cinéma et, une chose m'a choquée. Sur les dix-huit films qui étaient à l'affiche, seuls cinq avaient une femme comme premier rôle, dont trois où elle était méchante, instable, folle ou dérangée. »[réf. souhaitée]
Elle est connue pour être polyglotte et capable de prendre n'importe quel accent, comme pour le film Le Choix de Sophie (1982) d'Alan J. Pakula, où non seulement elle prend facilement l'accent polonais dans sa version originale anglaise, mais elle le prend aussi pour la version française (qu'elle a elle-même assurée), ou encore pour le film musical Le Retour de Mary Poppins où elle dut prendre l'accent russe pour son personnage de Topsy Poppins.
En 1978, elle accepte de jouer un petit rôle dans Voyage au bout de l'enfer de Michael Cimino afin de rester aux côtés de son compagnon de l'époque, le comédien John Cazale, alors atteint d'un cancer des os. Dans le scénario, son rôle est secondaire, et c'est elle qui se charge de rédiger ses répliques pour donner plus d'importance à son personnage. Elle fait de même pour son rôle dans Kramer contre Kramer l'année suivante, qui lui vaudra l'Oscar de la meilleure actrice dans un second rôle en 1980.
En 1992, lors d'une interview au cours d'une émission sur Canal+ pour la promotion du film La mort vous va si bien, la journaliste lui demande s'il est vrai qu'elle aurait dû jouer dans Thelma et Louise, ce à quoi elle répond : « On nous en a parlé, à toutes les deux, Goldie Hawn et moi. » Alors que la journaliste lui demande pourquoi elle a refusé, la comédienne répond qu'elle a demandé un report du projet à la production car elle était alors enceinte, mais que la production a affirmé ne pas vouloir attendre, puis d'ajouter non sans humour « mais à mon avis c'est parce que nous étions trop chères. »
Elle a également failli jouer entre autres dans Le facteur sonne toujours deux fois (le rôle fut donné à Jessica Lange), dans Minority Report (rôle finalement échu à Lois Smith), Les Fous du roi (elle renonce pour cause de conflits, le rôle est attribué à Patricia Clarkson) et The Last Station, de Michael Hoffman (remplacée par Helen Mirren).
Dans les années 1980, un projet de film nommé Evita, sous la direction d'Oliver Stone voit le jour, dans lequel Streep y tiendrait le rôle principal. Mais le film ne se fait finalement pas, une autre version sera réalisée sous la direction d'Alan Parker avec Madonna en 1996.
En 1993, pour le tournage du film La Rivière sauvage, la comédienne s'entraîne très sérieusement au rafting et exécute la majeure partie de ses cascades. Quelques années plus tard, toujours par professionnalisme, elle doit apprendre à jouer du violon pour le film La Musique de mon cœur (1999), pratiquant six heures par jour pendant six semaines.

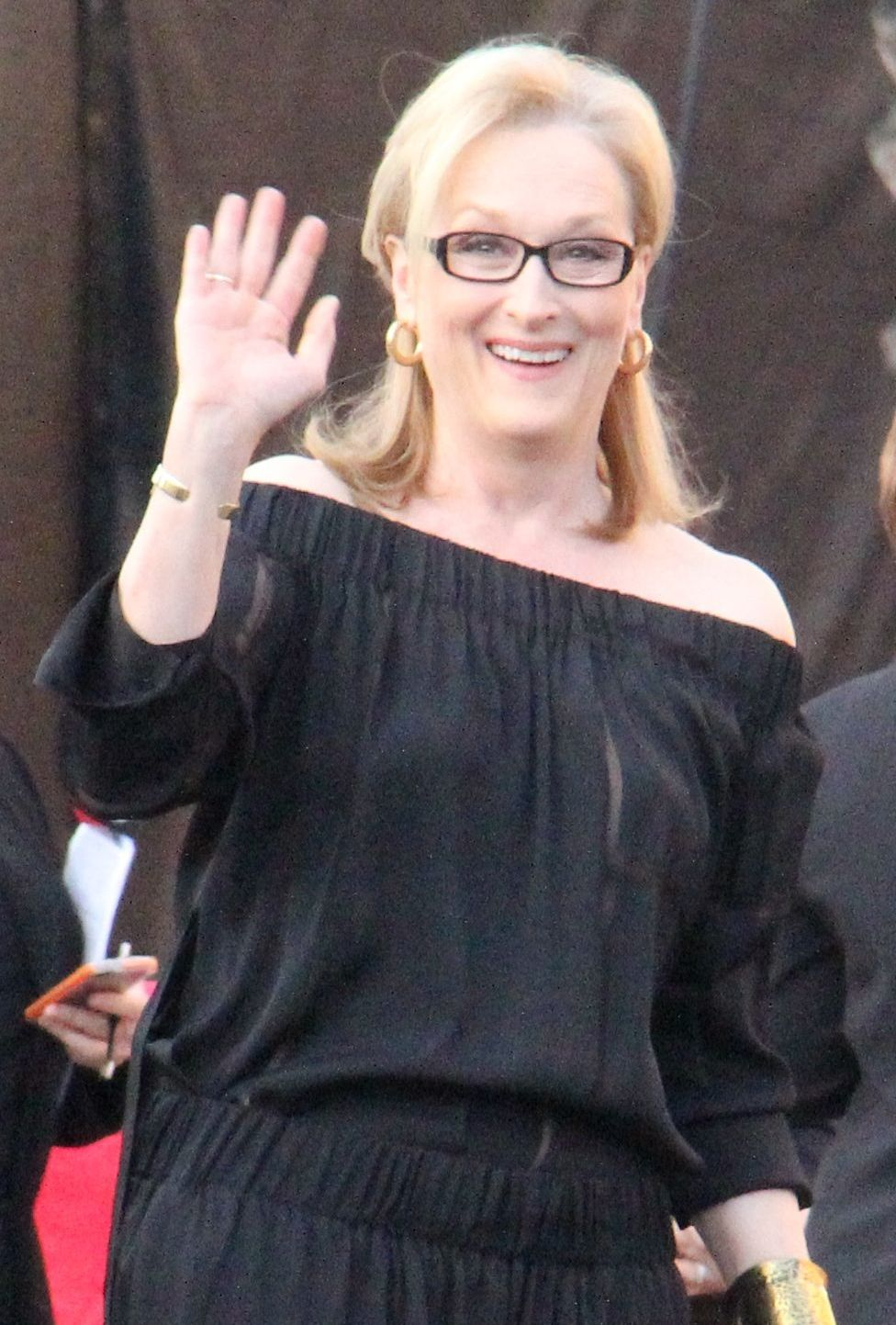
Meryl Streep en 2014.

Meryl Streep, qui sait aussi chanter, se destinait à devenir cantatrice avant de devenir comédienne. Elle a chanté dans plusieurs de ses films : dans Le Mystère Silkwood (1984) de Mike Nichols, Ironweed, la Force d'un destin (1987) d'Hector Babenco, Bons baisers d'Hollywood (1990) de Mike Nichols, The Last Show (2006) de Robert Altman, Mamma Mia ! (2008) de Phyllida Lloyd, Into the Woods (2014) de Rob Marshall, Ricki and the Flash (2015) de Jonathan Demme, Florence Foster Jenkins (2016) de Stephen Frears, Le Retour de Mary Poppins (2018) de Rob Marshall et Mamma Mia! Here We Go Again (2018) de Ol Parker.
En février 2016, elle est présidente du jury du 66e Festival de Berlin, succédant ainsi au réalisateur Darren Aronofsky.
Elle soutient Hillary Clinton lors de l'élection présidentielle de 2016.
Le 8 janvier 2017, alors qu'elle reçoit le Cecil B. DeMille Award pour l'ensemble de sa carrière lors de la 74e cérémonie des Golden Globes, Meryl Streep prononce un discours engagé visant à défendre l'immigration ainsi que la liberté de la presse et à dénoncer le comportement qu'elle qualifie de « dangereux » du nouveau président des États-Unis, Donald Trump, ceci sans jamais prononcer son nom. L'actrice critique l'attitude de ce dernier vis-à-vis d’un journaliste du New York Times handicapé : « Cela m'a brisé le cœur. Je n'arrive toujours pas à y croire parce que ce n'est pas du cinéma, c'est la vraie vie. Cet instinct d'humilier qui est mis en avant en public, par quelqu'un de puissant, a une incidence sur la vie de tous parce que cela devient comme une autorisation à faire de même. Le manque de respect appelle au manque de respect. La violence appelle à la violence. Quand les puissants utilisent leur position pour malmener les autres, nous sommes tous perdants ».
Alors qu'il la trouvait jusqu'alors « excellente », Donald Trump répond au discours de Meryl Streep en la qualifiant d'une des « actrices les plus surestimées d'Hollywood » et « un larbin d'Hillary qui a beaucoup perdu ».

## Vie privée
De 1976 à 1978, Meryl Streep vit une grande histoire d'amour avec l'acteur John Cazale, connu grâce à son rôle de Fredo (frère de Michael Corleone) dans le film Le Parrain (1972) de Francis Ford Coppola, et que l'actrice avait rencontré au théâtre. Elle accepte de jouer avec lui dans Voyage au bout de l'enfer (1978) de Michael Cimino pour rester à ses côtés, alors que l'acteur est atteint d'un cancer du poumon qui s’est propagé jusqu’aux os. John Cazale meurt le 13 mars 1978, peu de temps avant la sortie du film.
Le 30 septembre 1978, elle épouse le sculpteur Don Gummer. Le couple a quatre enfants :
- Henry Wolfe Gummer (en) (né en 1979), musicien ;
- Mary Willa (née en 1983), devenue actrice sous le nom de Mamie Gummer ;
- Grace Gummer (née en 1986), actrice ;
- Louisa Jacobson Gummer (née en 1991), actrice.

En octobre 2023, le couple annonce être séparé depuis plusieurs années.
Elle compte parmi son cercle proche les actrices Christine Baranski, Audra McDonald, Cate Blanchett, Cher, Bette Midler, Nicole Kidman et Emily Blunt, entre autres. Elle est une amie très proche du réalisateur Rob Marshall et du producteur Marc Platt, ainsi que des acteurs Robert De Niro et Colin Firth. Elle était également très proche de Carrie Fisher, qui a écrit le scénario de Bons baisers d'Hollywood en 1990 dans lequel Streep tenait le rôle principal. Elle est par ailleurs la marraine de Billie Lourd, la fille de Fisher. Pendant plusieurs années, Harvey Weinstein fit également partie de son cercle avant les révélations de 2017.
Elle a été l'une des grandes amies de l'humoriste et acteur Robin Williams, et lui a plusieurs fois rendu hommage après sa mort.

## Théâtre
Note : À noter que trois pièces, Secret Service, La Mégère Apprivoisée et Alice in Concert, ont été filmées lors d'une représentation pour être diffusés à la télévision. La seconde a été diffusée sous le titre Kiss Me, Petruchio (1981) et la troisième, sous le titre Alice at the Palace (1982).
- 1971 : The Playboy of Seville, pièce de Tirso de Molina, jouée au Cubiculo Theatre (New York)[135]
- 1971 : The Frogs, spectacle musical de Stephen Sondheim et Burt Shevelove joué au Yale Drama School (Connecticut)[135]
- 1974 : Miss Julie, pièce jouée au Yale Drama School
- 1974 : The Idiots Karamazov, pièce de Christopher Durang et Albert Innaurato et jouée au Yale Repertory Theatre in New Haven le 31 octobre 1974 : Constance Garnett
- 1975 : The Possessed, pièce jouée au Yale Drama School
- 1975 : The Trelawney of the Wells, pièce de Sir Arthur Wing Pinero, mise en scène par A.J. Antoon et jouée au Vivan Beaumont Theatre du 15 octobre au 23 novembre 1975 : Miss Imogen Parrot
- 1976 : 27 Wagons Full of Cotton, pièce de Tennessee Williams, mis en scène par Arvin Brown et jouée au Playhouse Theatre du 26 janvier au 21 mars 1976 : Flora Meighan
- 1976 : A Memory of Two Mondays, pièce d'Arthur Miller, mis en scène par Arvin Brown et jouée au Playhouse Theatre du 26 janvier au 21 mars 1976 : Patricia
- 1976 : Secret Service, pièce de William Gillette, mis en scène par Daniel Freudenberger et jouée au Playhouse Theatre du 12 avril au 2 mai 1976 : Edith Varney
- 1976 : Henry V, pièce de William Shakespeare, mis en scène par Joseph Papp et jouée au Delacorte Theater du 24 au 25 juin 1976 : Katherine
- 1976 : Mesure pour mesure (Measure for Measure), pièce de William Shakespeare, mis en scène par John Pasquin et jouée au Delacorte Theater du 29 juin au 29 juillet 1976 : Isabella
- 1977 : Happy End, comédie musicale de Kurt Weill, Elisabeth Hauptmann et Bertolt Brecht, mis en scène par Robert Kalfin et Patricia Birch jouée du 7 mai au 10 juillet 1976 : Lieutenant Lillian Holiday
- 1977 : La Cerisaie (The Cherry Orchard), pièce d'Anton Tchekov, mis en scène par Andrei Şerban et jouée au Vivian Beaumont Theatre : Dunyasha
- 1978 : La Mégère apprivoisée (The Taming of the Shrew), pièce de William Shakespeare, mis en scène par Wilford Leach et jouée au Delacorte Theater du 3 août au 3 septembre 1978 : Kate
- 1979 : Taken in Marriage, pièce mise en scène par Robert Allan Ackerman jouée du 22 février au 1er avril 1979 au The Public Theater/The Newman Theater : Andrea
- 1980-1981 : Alice in Concert, spectacle d'Elizabeth Swados et Joseph Papp, mis en scène par Joseph Papp et jouée du 29 décembre 1980 au 25 janvier 1981 au The Public Theater/The Newman Theater : Alice
- 1983-1984 : Isn't It Romantic?, pièce jouée au Playwrights Horizons Theatre en 1983 et au Lucille Lortel Theatre, en 1984 : Cynthia[136]
- 1996 : Honour, pièce mise en scène par Ulu Grosbard et jouée au Vassar College : elle-même
- 1996 : Necessary Targets, pièce jouée au Public Theater
- 1996 : An American Daughter, pièce de Wendy Wasserstein, jouée au Seattle Repertory Theater du 31 mai au 2 juin 1996 : Lyssa Dent Hughes
- 1999 : Undoing Depression, pièce jouée du 17 au 18 avril 1999
- 2001 : La Mouette (The Seagull), pièce d'Anton Tchekov, mis en scène par Mike Nichols et jouée au Delacorte Theater du 12 au 26 août 2001 : Irina Nikolayevna
- 2001 : The World of Nick Adams, pièce mise en scène par Frank Corsaro et jouée le 11 novembre 2001 au Lincoln Center : elle-même
- 2005 : Theater of The New Ear, pièce mise en scène par Joel Coen, Ethan Coen et Charlie Kaufman jouée du 28 au 30 avril 2005 à St. Ann's Warehouse, le 13 mai au Royal Festival Hall et du 14 au 16 septembre 2005 au UCLA Live : elle-même
- 2006 : The Public Sings, spectacle musical jouée le 30 janvier 2006 : elle-même
- 2006 : Mère Courage et ses enfants (Mother Courage and her Children), pièce de Bertolt Brecht, mis en scène par George C. Wolfe et jouée au Public Theatre de New York août-septembre 2006 : Mère Courage
- 2024 : Récitante dans le Dream Requiem de Rufus Wainwright, création mondiale à Radio France, avec l'Orchestre Philharmonique de Radio France et la Maîtrise de Radio France

## Filmographie

### Cinéma

#### Longs métrages
Années 1970
- 1975 : Everybody Rides the Carousel de John Hubley : Stage 6 (voix)
- 1977 : Julia de Fred Zinnemann : Anne Marie
- 1978 : Voyage au bout de l'enfer (The Deer Hunter) de Michael Cimino : Linda
- 1979 : Manhattan de Woody Allen : Jill
- 1979 : La Vie privée d'un sénateur (The Seduction of Joe Tynan) de Jerry Schatzberg : Karen Traynor
- 1979 : Kramer contre Kramer (Kramer vs. Kramer) de Robert Benton : Joanna Kramer

Années 1980
- 1981 : La Maîtresse du lieutenant français (The French Lieutenant's Woman) de Karel Reisz : Sarah/ Anna
- 1982 : La Mort aux enchères (Still of the Night) de Robert Benton : Brooke Reynolds
- 1982 : Le Choix de Sophie (Sophie's Choice) d'Alan J. Pakula : Sophie Zawistowski
- 1983 : Le Mystère Silkwood (Silkwood) de Mike Nichols : Karen Silkwood
- 1984 : Falling in Love d'Ulu Grosbard : Molly Gilmore
- 1985 : Plenty de Fred Schepisi : Susan Traherne
- 1985 : Out of Africa : Souvenirs d'Afrique (Out of Africa) de Sydney Pollack : Karen Christence Dinesen Blixen
- 1986 : La Brûlure (Heartburn) de Mike Nichols : Rachel Louise Samstat
- 1987 : Ironweed, la Force d'un destin (Ironweed) d'Hector Babenco : Helen Archer
- 1988 : Un cri dans la nuit (A Cry in the Dark) de Fred Schepisi : Lindy Chamberlain
- 1989 : She-Devil, la diable (She-Devil) de Susan Seidelman : Mary Fisher

Années 1990
- 1990 : Bons Baisers d'Hollywood (Postcards from the Edge) de Mike Nichols : Suzanne Vale
- 1991 : Rendez-vous au paradis (Defending Your Life) d'Albert Brooks : Julia
- 1992 : La Mort vous va si bien (Death Becomes Her) de Robert Zemeckis : Madeline Ashton
- 1993 : La Maison aux esprits (The House of the Spirits) de Bille August : Clara del Valle Trueba
- 1994 : La Rivière sauvage (The River Wild) de Curtis Hanson : Gail Hartman
- 1995 : Sur la route de Madison (The Bridges of Madison County) de Clint Eastwood : Francesca Johnson
- 1996 : Le Poids du déshonneur (Before and After) de Barbet Schroeder : Dr Carolyn Ryan
- 1996 : Simples Secrets (Marvin's Room) de Jerry Zaks : Lee Lacker
- 1998 : Les Moissons d'Irlande (Dancing at Lughnasa) de Pat O'Connor : Kate Mundy (Kit)
- 1998 : Contre-jour (One True Thing) de Carl Franklin : Kate Gulden
- 1999 : La Musique de mon cœur (Music of the Heart) de Wes Craven : Roberta Guaspari Demetras

Années 2000
- 2001 : A.I. Intelligence artificielle (Artificial Intelligence: AI) de Steven Spielberg : La fée bleue (voix originale)
- 2002 : Adaptation (Adaptation.) de Spike Jonze : Susan Orlean
- 2002 : The Hours de Stephen Daldry : Clarissa Vaughan
- 2003 : Deux en un (Stuck on You) de Peter et Bobby Farrelly : elle-même (non créditée)
- 2004 : Un crime dans la tête (The Manchurian Candidate) de Jonathan Demme : Eleanor Shaw
- 2004 : Les Désastreuses aventures des orphelins Baudelaire (Lemony Snicket's A Series of Unfortunate Events) de Brad Silberling : Tante Agrippine
- 2005 : Petites Confidences (à ma psy) (Prime) de Ben Younger : Lisa Metzger
- 2006 : Le diable s'habille en Prada (The Devil Wears Prada) de David Frankel : Miranda Priestly
- 2006 : The Last Show (A Prairie Home Companion) de Robert Altman : Yolanda Johnson
- 2006 : Lucas, fourmi malgré lui (Ant Bully) de John A. Davis : La très sage reine (voix originale)
- 2007 : Lions et Agneaux (Lions for Lambs) de Robert Redford : Janine Roth
- 2008 : Détention secrète (Rendition) de Gavin Hood : Corrine Witman
- 2008 : Le Temps d'un été (Evening) de Lajos Koltai : Lila Wittenborn
- 2008 : Dark Matter de Chen Shi-Zheng : Joanna Silver
- 2008 : Mamma Mia! de Phyllida Lloyd : Donna Sheridan
- 2008 : Doute (Doubt) de John Patrick Shanley : Sœur Aloysious Beauvier
- 2009 : Julie et Julia de Nora Ephron : Julia Child
- 2009 : Pas si simple (It's Complicated) de Nancy Meyers : Jane Adler
- 2009 : Fantastic Mr. Fox de Wes Anderson : Madame Fox (voix originale)

Années 2010
- 2011 : La Dame de fer (The Iron Lady) de Phyllida Lloyd : Margaret Thatcher
- 2012 : Tous les espoirs sont permis (Hope Springs) de David Frankel : Kay Soames
- 2013 : Un été à Osage County (August: Osage County) de John Wells : Violet Weston
- 2014 : The Homesman de Tommy Lee Jones : Altha Carter
- 2014 : Into the Woods : Promenons-nous dans les bois (Into the Woods) de Rob Marshall : La Sorcière
- 2014 : The Giver de Phillip Noyce : le Chef Elder
- 2015 : Les Suffragettes (Suffragette) de Sarah Gavron : Emmeline Pankhurst
- 2015 : Ricki and the Flash de Jonathan Demme : Ricki Rendazzo
- 2016 : Florence Foster Jenkins de Stephen Frears : Florence Foster Jenkins
- 2017 : Pentagon Papers (The Post) de Steven Spielberg : Katharine Graham
- 2018 : Mamma Mia! Here We Go Again d'Ol Parker : Donna Sheridan-Carmichael
- 2018 : Le Retour de Mary Poppins (Mary Poppins Returns) de Rob Marshall : Topsy Poppins
- 2019 : The Laundromat : L'Affaire des Panama Papers (The Laundromat) de Steven Soderbergh : Ellen Martin
- 2019 : Les Filles du docteur March (Little Women) de Greta Gerwig : tante March

Années 2020
- 2020 : The Prom de Ryan Murphy : Dee Dee Allen
- 2020 : La Grande Traversée (Let Them All Talk) de Steven Soderbergh : Alice Hughes
- 2021 : Don't Look Up : Déni cosmique (Don't Look Up) d'Adam McKay : la présidente Janie Orlean
- 2026 : Le diable s'habille en Prada 2 (The Devil Wears Prada 2) de David Frankel : Miranda Priestly
- 2026 : Narnia : Le neveu du magicien (The Chronicles of Narnia : The magician's nephew) de Greta Gerwig : Aslan

#### Courts métrages
- 1984 : Little Ears: The Velveteen Rabbit de Mark Sottnick : elle-même, la narratrice (vidéo)
- 1987 : Rabbit Ears, The Tale of Peter Rabbit : narratrice (voix originale - vidéo)
- 1987 : Rabbit Ears, The Tale of Mr. Jeremy Fisher : la narratrice (voix originale - vidéo)
- 1988 : The Tailor of Gloucester : la narratrice (voix originale - vidéo)
- 1989 : Rabbit Ears, The Fisherman and His Wife: la narratrice (voix originale - vidéo)
- 2006 : The Music of Regret de Laurie Simmons : la femme

#### Documentaires
- 1984 : In Our Hands documentaire de Stan Warnow : elle-même
- 1994 : A Century of Cinema de Caroline Thomas : elle-même
- 2006 : Hurricane on the Bayou (documentaire) de Greg McGillivray : narratrice
- 2008 : Ribbon of Sand (court-métrage documentaire) de John Grabowska : Rachel Carson
- 2008 : Theater of War de John W. Walter : elle-même

### Télévision

#### Téléfilms
- 1977 : Ombres sur le stade (The Deadliest Season) de Robert Markowitz : Sharon Miller
- 1979 : Uncommon Women... and Others de Merrily Rossman et Steven Robman : Leilah
- 1997 : Au risque de te perdre (...First Do No Harm) de Jim Abrahams : Lori Reimuller — Également productrice exécutive
- 2008 : The Magic 7 de Roger Holzberg : Meryl Streep

#### Séries télévisées
- 1978 : Holocauste (Holocaust) de Marvin J. Chomsky : Inga Helms Weiss
- 1994 : Les Simpson (The Simpsons), La Petite amie de Bart (Bart's Girlfriend) : Jessica Lovejoy (saison 6, épisode 7)
- 1999 : Les Rois du Texas (King of the Hill), A Beer Can Named Desire : Tante Esme Dauterive (voix originale) (saison 4, épisode 6)
- 2003 : Angels in America de Mike Nichols : Rabbin Isidor Chemelwitz/ Hannah Porter Pitt/ Ethel Rosenberg/ Ange Australia
- 2003 : Freedom : A History of Us : Abigail Adams/ Mary Easty/ Mother Jones/ Margaret Chase Smith (4 épisodes)
- 2010-2012 : Web Therapy de Lisa Kudrow, Don Roos et Dan Bucatinsky : Camilla Bowner (saison 2, 3 épisodes)
- 2019 : Big Little Lies de David E. Kelley, réalisée par Andrea Arnold : Mary Louise Wright (saison 2) [137]
- 2023 : Extrapolations de Scott Z. Burns, Whale Fall : Eve (épisode 2)
- depuis 2023 : Only Murders in the Building de John Hoffman et Steve Martin : Loretta (saison 3 et 4)

## Discographie

### Collaborations
- 1994 : The Velveteen Rabbit (avec George Winston)
- 1998 : Le Tailleur de Gloucester (The Tailor of Gloucester) (avec The Chieftains)
- 2002 : Philadelphia Chicken (avec Sandra Boynton)
- 2014 : Visions Within (avec Robert Benford Lepley et Amy Lindon)
- 2020 : James et la Grosse Pêche (James and the Giant Peach) (avec Taika Waititi, Cate Blanchett, Camilla Shand, Josh Gad, Eddie Redmayne...)

### Bandes originales
- 1987 : Ironweed, la Force d'un destin
- 1990 : Bons baisers d'Hollywood
- 1992 : La mort vous va si bien
- 1993 : Le Mystère Silkwood
- 2006 : The Last Show
- 2008 : Mamma Mia
- 2014 : Into the Woods
- 2015 : Ricki and the Flash
- 2016 : Florence Foster Jenkins
- 2018 : Mamma Mia! Here We Go Again
- 2018 : Le Retour de Mary Poppins
- 2020 : The Prom
- 2023 : Only Murders in the Building

### Participations
- 2007 : What a Wonderfull World (avec Bette Midler, Olivia Newton-John, Cher)
- 2012 : Gartan Mother's Lulabby
- 2020 : The Ladies who lunch (avec Audra McDonald et Christine Baranski)

## Récompenses et distinctions

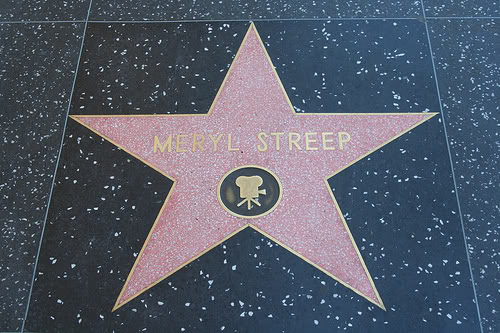
L'étoile de Meryl Streep sur le Walk of Fame.

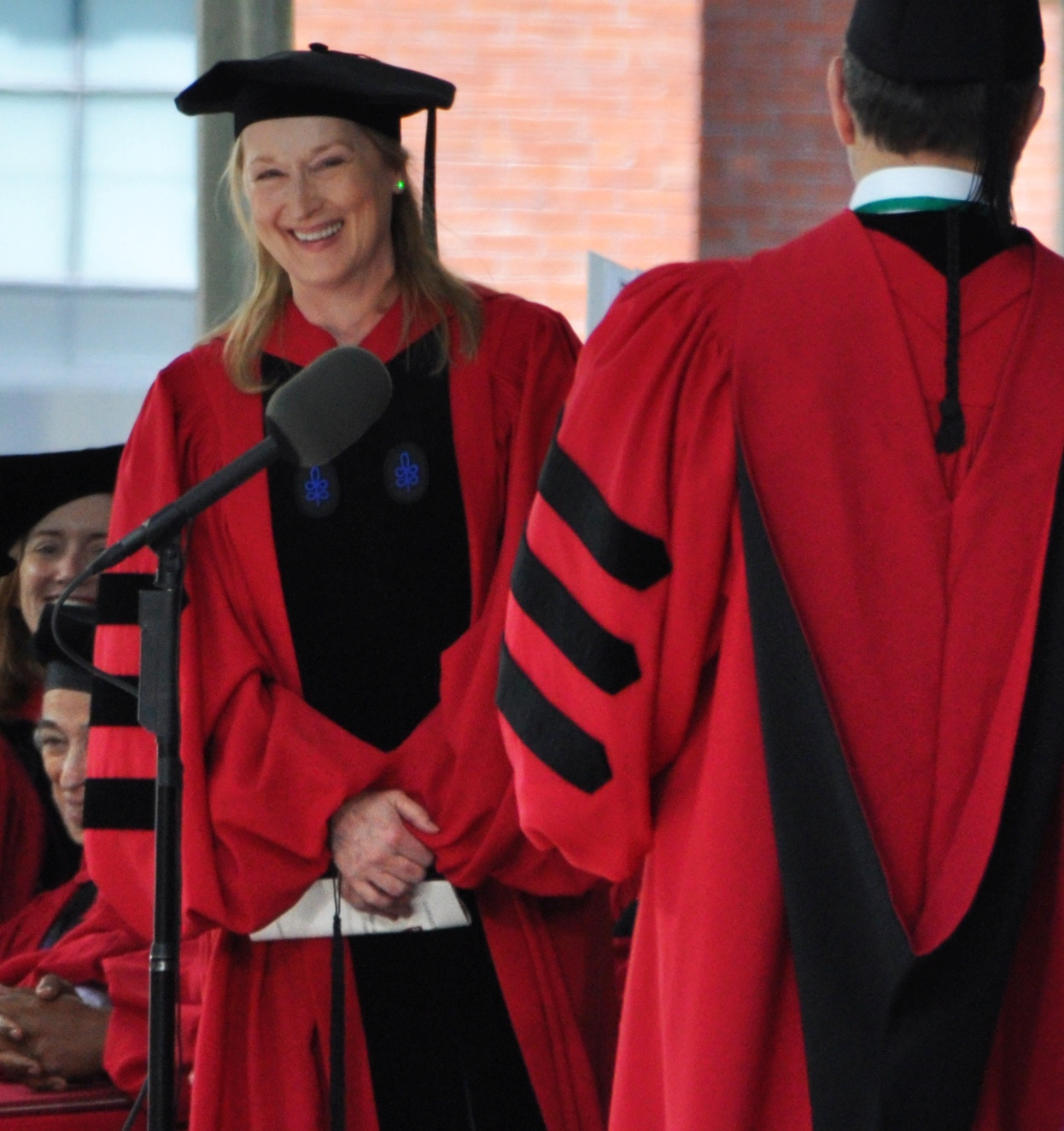
Meryl Streep recevant un diplôme honorifique à l'université Harvard, le 27 mai 2010).

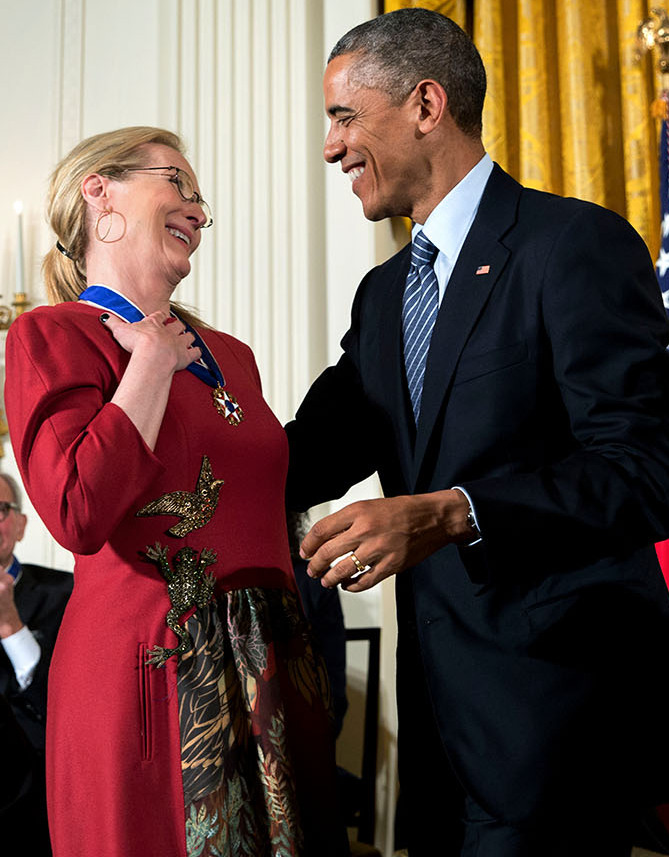
Meryl Streep recevant la médaille présidentielle de la Liberté des mains du président Barack Obama en 2014.

Le 16 septembre 1998, elle inaugure son étoile sur le trottoir du Walk of Fame, et le 22 février 2003, elle est faite Commandeur de l'ordre des Arts et des Lettres et récompensée le même jour du César d'honneur lors de la 28e cérémonie des Césars.
Le 14 février 2012, lors du 62e festival du film de Berlin elle reçoit un Ours d'or d'honneur, pour l'ensemble de sa carrière.
Le 26 février 2012, elle reçoit pour la deuxième fois l'Oscar de la meilleure actrice pour son rôle dans La Dame de fer (elle a remporté le premier pour Le Choix de Sophie en 1983).
En 2014, elle reçoit l'Icon Award du Festival international du film de Palm Springs. La même année, elle est décorée par le président Barack Obama de la médaille présidentielle de la Liberté, plus haute décoration civile des États-Unis.
Meryl Streep est l'invitée d’honneur de la cérémonie d'ouverture du 77e Festival de Cannes et reçoit également une Palme d'or d'honneur,,, le 14 mai 2024, pour l'ensemble de sa carrière.
Parmi les récompenses majeures qu'elle a reçues, on peut citer :
- Oscar de la meilleure actrice :
  - 1983 : Le Choix de Sophie
  - 2012 : La Dame de fer
- Oscar de la meilleure actrice dans un second rôle :
  - 1980 : Kramer contre Kramer
- Golden Globe de la meilleure actrice dans un film dramatique :
  - 1982 : La Maîtresse du lieutenant français
  - 1983 : Le Choix de Sophie
  - 2012 : La Dame de fer
- Golden Globe de la meilleure actrice dans un film musical ou une comédie :
  - 2007 : Le diable s'habille en Prada
  - 2010 : Pas si simple et Julie et Julia
- Golden Globe de la meilleure actrice dans un second rôle :
  - 1980 : Kramer contre Kramer
  - 2003 : Adaptation
- Golden Globe de la meilleure actrice dans une minisérie ou un téléfilm :
  - 2005 : Angels in America
- BAFTA de la meilleure actrice :
  - 1982 : La Maîtresse du lieutenant français
  - 2012 : La Dame de fer
- Festival de Cannes 1989 : Prix d'interprétation féminine pour Un cri dans la nuit
- Berlinale 2003 : Ours d'argent de la meilleure actrice pour The Hours
- Festival de Cannes 2024 : Palme d'or d'honneur[144]

En 2022, l'astéroïde (386851) Streep a été nommé en son honneur.

## Voix francophones
En France, Frédérique Tirmont est la voix régulière de Meryl Streep depuis 1992, la doublant dans près d'une trentaine de films (La mort vous va si bien, Le diable s'habille en Prada, The Last Show, Mamma Mia !, Pentagon Papers, La Dame de fer, etc.).
En parallèle, entre 1985 et 2005, l'actrice est doublée à neuf reprises, par Évelyn Séléna, notamment dans Out of Africa, Au risque de te perdre ou encore Les Désastreuses Aventures des orphelins Baudelaire. Auparavant, Annie Sinigalia fût sa première voix, lui prêtant sa voix à sept occasions de 1979 à 1999 (Holocauste, Manhattan, La Maîtresse du lieutenant français, etc.) tandis qu'Élisabeth Wiener l'a doublée dans Falling in Love, Un cri dans la nuit, She-Devil, la diable et Bons Baisers d'Hollywood.
À titre exceptionnel, elle est doublée par Pauline Larrieu dans Ironweed, la Force d'un destin et Monique Thierry dans A.I. Intelligence artificielle. À noter qu'elle s'est doublée elle-même en 1982 dans Le Choix de Sophie.
Au Québec, Marie-Andrée Corneille assure régulièrement le doublage de l'actrice (Le Refuge, Mamma Mia !, Le diable s'habille en Prada, Le Candidat mandchou, Doute, etc.).
- Versions françaises
  - Frédérique Tirmont : La mort vous va si bien, Le diable s'habille en Prada, Mamma Mia!, Pentagon Papers, La Dame de fer, etc.
  - Évelyn Séléna : Out of Africa, Au risque de te perdre, Les Désastreuses Aventures des orphelins Baudelaire, etc.
  - Annie Sinigalia : Holocauste, Manhattan, La Maîtresse du lieutenant français, etc.
  - Élisabeth Wiener : Falling in Love, Un cri dans la nuit, She-Devil, la diable, Bons baisers d'Hollywood.

- Versions québécoises
  - Marie-Andrée Corneille : Le Refuge, Mamma Mia!, Le diable s'habille en Prada, Un crime dans la tête, Doute, etc.
  - Anne Caron : Le Tyran des fourmis (voix).
  - Claudine Chatel : La Dame de fer.

### Meryl Streep: Anatomy of an Actor
1. 1 2  p. 10.
2. ↑  p. 7.
3. ↑  p. 8.
4. ↑  p. 21.
5. ↑  p. 19-21.
6. ↑  p. 26.
7. ↑  p. 41.
8. ↑  p. 81.
9. ↑  p. 88.
10. ↑  p. 97.
11. 1 2  p. 99.
12. ↑  p. 111-112.
13. ↑  p. 115.

### Autres
1. ↑  Prononciation en anglais américain retranscrite selon la norme API.
2. 1 2  « Sharon Stone rappelle qu'il n'y a pas que Meryl Streep dans le monde (et elle a raison) », sur EcranLarge.com, 24 juin 2021 (consulté le 25 juin 2021).
3. ↑  « Glenn Close : L'autre Meryl Streep », sur purepeople.com (consulté le 25 juin 2021).
4. ↑  (en) Constantine Santas, Responding to Film : A Text Guide for Students of Cinema Art, Rowman & Littlefield, 2002, 298 p. (ISBN 0-8304-1580-7, lire en ligne).
5. ↑  Meryl Streep sur l'encyclopédie Larousse.
6. 1 2  (en-US) Facebook et Twitter, « Meryl Streep is queen of Netflix's 'Prom', an LGBTQ message musical gone Hollywood », sur Los Angeles Times, 3 décembre 2020 (consulté le 11 décembre 2020).
7. ↑  (en) Robert Battle, « Meryl Streep », Ancestry.com (consulté le 16 janvier 2009).
8. ↑  (en) « Meryl Streep Biography (1949–) », Film Reference.com (consulté le 16 janvier 2009).
9. ↑  Associated Press, « Artist Mary W. Streep, mother of actress Meryl, dies at 86 », The Star-Ledger,‎ 3 octobre 2001 (lire en ligne, consulté le 16 décembre 2009).
10. ↑  (en) « Meryl Streep Biography », Yahoo! Movies.
11. 1 2  « Meryl Streep », Faces of America, 2010 (consulté le 5 février 2010).
12. ↑  Joi-Marie McKenzie, « Henry Louis Gates Says He Broke Meryl Streep's Heart », Niteside, 4 février 2010 (consulté le 4 février 2010).
13. ↑  Geni.com (en), « Gottfried (Godfrey) Streeb », sur geni.com (consulté le 2 septembre 2020).
14. ↑  (de) Romano Cuonz, « Doch nicht Giswil: Meryl Streeps Urgrossvater stammte aus Kerns : Mais pas Giswil: l'arrière-grand-père de Meryl Streep est originaire de Kerns », sur luzernerzeitung.ch, 20 juillet 2019 (consulté le 28 août 2020).
15. ↑  "Faces of America: Meryl Streep", PBS, Faces of America series, with Professor Henry Louis Gates, Jr., 2010.
16. ↑  Épisode Meryl Streep, premier épisode de la cinquième saison de la série Inside the Actors Studio. Diffusé pour la première fois le 1998-11-22 sur le réseau Bravo. Visionner l'épisode en ligne.
17. ↑  Joy Horowitz, « That Madcap Meryl. Really! », New York Times,‎ 17 mars 1991 (lire en ligne, consulté le 13 janvier 2009).
18. ↑  (en) Simplystreep.com, « Celebrating the latest & greatest on Meryl Streep », sur simplystreep.com (consulté le 25 mars 2013).
19. ↑  « N.J. Teachers Honor 6 Graduates », The Philadelphia Inquirer,‎ 12 novembre 1983 (lire en ligne, consulté le 20 juillet 2007) — Streep is a graduate of Bernards High School in Bernardsville….
20. ↑  (en) « Yale library's list of all roles played at Yale by Meryl Streep » (consulté le 7 mars 2010).
21. ↑  1974 New York Times review, reprinted in Mel Gussow, Theatre on the Edge, p. 365.
22. ↑  Mel Gussow, « 1991 New York Times article », New York Times,‎ 7 janvier 1991 (lire en ligne, consulté le 7 mars 2010).
23. ↑  Robert S. Brustein, Letters to a Young Actor, p. 61.
24. ↑  (en) Julie Miller, « Here’s Where Meryl Streep Found the Confidence to Become an Actress », sur Vanity Fair, 19 juin 2015 (consulté le 24 janvier 2018).
25. ↑  (en) Paul Gray, « Cinema: A Mother Finds Herself », sur Time, 3 décembre 1979 (consulté le 24 janvier 2018).
26. ↑  Marie Chalamet, « L'histoire d'amour tragique de Meryl Streep », sur Première, 25 avril 2016 (consulté le 24 janvier 2018).
27. ↑  (en) Michael Schulman, « How Meryl Streep Battled Dustin Hoffman, Retooled Her Role, and Won Her First Oscar », sur Vanity Fair, 29 mars 2016 (consulté le 24 janvier 2018).
28. ↑  Dean Cohen, The Freshest Face in Hollywood, Playgirl magazine, publié le 1er novembre 1979.
29. ↑  (en) [vidéo] « Meryl Streep Wins Supporting Actress: 1980 Oscars », sur YouTube.
30. 1 2  (en) David Denby, « Meryl Streep is Madonna and siren as The French Lieutenant's Woman », sur The New York Times, 21 septembre 1981 (consulté le 24 janvier 2018), p. 27.
31. ↑  (en) Catherine Shoard, « Meryl Streep: 'I wasn't happy with The French Lieutenant's Woman' », sur The Guardian, 18 avril 2016 (consulté le 24 janvier 2018).
32. ↑  Interview de Meryl Streep, Watch What Happens: Live (saison 7, épisode 35), Bravo, diffusé le 9 août 2012.
33. ↑  (en) Vincent Canby, « Movie Review - 'Still of the Night,' In Hitchcock Manner », sur The New York Times, 19 novembre 1982 (consulté le 24 janvier 2018).
34. ↑  (en) Ann Lloyd et David Robinson, Seventy years at the movies, Crescent Books, 28 octobre 1988, 511 p. (ISBN 978-0-517-66213-7), p. 452.
35. ↑  (en) John Skow, « What Makes Meryl Magic », sur Time, 7 septembre 1981 (consulté le 24 janvier 2018).
36. ↑  (en) [vidéo] « Meryl Streep Wins Best Actress: 1983 Oscars », sur YouTube.
37. ↑  (en) Roger Ebert et David Bordwell, Awake in the dark : the best of Roger Ebert ; forty years of reviews, essays, and interviews, Chicago, University of Chicago Press, 2006, 512 p. (ISBN 0-226-18200-2), p. 64.
38. ↑  (en) Roger Ebert, « Plenty », sur RogerEbert.com, 20 septembre 1985 (consulté le 24 janvier 2018).
39. ↑  (en) Robert Eberwein et David Robinson, Acting for America : Movie Stars of the 1980s, Rutgers University Press, 17 mai 2010, 288 p. (ISBN 978-0-8135-5113-5, lire en ligne), p. 221.
40. ↑  (en) « The House of the Spirits Reviews », sur Rotten Tomatoes (consulté le 24 janvier 2018).
41. ↑  (en) Roger Ebert, « The River Wild », sur RogerEbert.com, 30 septembre 1994 (consulté le 24 janvier 2018).
42. 1 2 3  Patrick McGillian (trad. de l'anglais), Clint Eastwood : Une légende, Nouveau Monde Editions, 2009, 770 p., broché (ISBN 978-2-84736-396-8, présentation en ligne).
43. ↑  (en) Janet Maslin, « Film Review;Love Comes Driving Up the Road, and in Middle Age, Too », sur The New York Times, 2 juin 1995 (consulté le 24 janvier 2018).
44. ↑  (en) Barbara Hoffman, « Making ‘Music’ : Wes Craven Moves from Violence to Violins », sur New York Post, 24 octobre 1999 (consulté le 24 janvier 2018).
45. ↑  (en) Scott Brake, « Spielberg Talks About the Genesis of A.I. », sur IGN, 10 mai 2001 (consulté le 24 janvier 2018).
46. ↑  (en) « 2001 Concert », sur nobelpeaceprizeconcert.com (consulté le 24 janvier 2018).
47. ↑  (en) Peter Marks, « THEATER; The Stars Favor Chekhov », sur The New York Times, 5 août 2001 (consulté le 24 janvier 2018).
48. ↑  Scott Collura, Adapting Meryl Streep, Mania.com, publié le 5 décembre 2002.
49. ↑  (en) Claude Brodesser, « Streep eyes ‘Adaptation’ », sur Variety, 6 septembre 2000 (consulté le 24 janvier 2018).
50. ↑  (en) Peter Travers, « The Hours », sur Rolling Stone, 24 janvier 2003 (consulté le 24 janvier 2018).
51. ↑  (en) Ty Burr, « The Farrellys stick to their formula with 'Stuck on You' », sur The Boston Globe, 12 décembre 2003 (consulté le 24 janvier 2018).
52. ↑  (en) Ben Brantley, « Mother Courage and Her Children », sur The New York Times, 22 août 2008 (consulté le 24 janvier 2018).
53. ↑  Michel Rebichon, Meryl Streep : Dame de pique/ Dame de cœur, Studio magazine, no 227, publié en octobre 2006, Roularta Media Group, p. 56-63.
54. ↑  Fabien Reyre, « Le diable s'habille en Prada », sur Critikat, 26 septembre 2006 (consulté le 24 janvier 2018).
55. ↑  « The Devil Wears Prada (2006) », sur jpbox-office.com (consulté le 24 janvier 2018).
56. ↑  « Comment est né Lions et agneaux », sur L'Express, 19 novembre 2011 (consulté le 24 janvier 2018).
57. ↑  « Anecdotes du film Mamma Mia ! », sur AlloCiné (consulté le 24 janvier 2018).
58. ↑  « Mamma Mia! (2008) », sur jpbox-office.com (consulté le 24 janvier 2018).
59. ↑  (en) Wesley Morris, « Abba-cadabra », sur The Boston Globe, 18 juillet 2008 (consulté le 24 janvier 2018).
60. 1 2  Samuel Blumenfeld, « Meryl Streep, l'actrice de fer », sur Le Monde, 14 février 2012 (consulté le 24 janvier 2018).
61. ↑  (en) [vidéo] « Meryl Streep Wins Best Actress: 2012 Oscars », sur YouTube.
62. ↑  (en) Jordan Zakarin, « Meryl Streep to Play Opera Legend Maria Callas in Mike Nichols HBO Film », sur TheWrap, 16 juillet 2014 (consulté le 24 janvier 2018).
63. ↑  (en) Brian Formo, « ‘Suffragette’ Review: Fighting the Good Fight », sur Collider.com, 6 septembre 2015 (consulté le 24 janvier 2018).
64. ↑  Vanessa Guimond, « Inspirante cantatrice », 10 août 2016 (consulté le 21 mai 2024).
65. ↑  (en) Christopher Rosen, « Meryl Streep has more Golden Globe nominations than anyone in history », sur Entertainment Weekly, 11 décembre 2017 (consulté le 12 août 2018).
66. ↑  (en) Dave McNary, « Meryl Streep Breaks Own Record With 21st Oscar Nomination », sur Variety, 23 janvier 2018 (consulté le 12 août 2018).
67. ↑  Dany Jucaud, « Hollywood après le tsunami », Paris Match, semaine du 4 au 10 janvier 2018, pages 46-51.
68. ↑  Maxime Bourdeau, « Meryl Streep répond à Rose McGowan qui l'accusait d'avoir sciemment gardé le silence sur Weinstein », sur HuffPost, 19 décembre 2017 (consulté le 21 janvier 2018).
69. ↑  (en) Christiane Amanpour, « Tom Hanks and Meryl Streep speak to Amanpour », sur CNN, 10 janvier 2018 (consulté le 12 août 2018).
70. ↑  (en) « Interview With Meryl Streep and Tom Hanks. Aired 2-2:30p ET », sur CNN, 10 janvier 2018 (consulté le 12 août 2018).
71. ↑  (en) Azadeh Moshiri, « Rose McGowan reverses criticism of Streep over Weinstein allegations, says 'thank you' », sur CNN, 1er février 2018 (consulté le 12 août 2018).
72. ↑  (en) Kate Erbland, « Meryl Streep Doesn’t Do Sequels: Why the Creator of ‘Mamma Mia!’ Spent a Decade Figuring Out How to Make a Second Film », sur The Hollywood Reporter, 23 juillet 2018 (consulté le 12 août 2018).
73. ↑  « Mamma Mia! 2 sur Netflix : pourquoi Meryl Streep était-elle réticente pour cette suite ? », sur CinéSéries, 28 juillet 2021 (consulté le 23 août 2021).
74. ↑  Catherine Balle, « Un Mamma Mia ! (presque) sans Meryl Streep », sur leparisien.fr, 25 juillet 2018 (consulté le 29 décembre 2019).
75. ↑  « Meryl Streep retrouve Emily Blunt dans la suite de Mary Poppins », sur Premiere.fr, 29 juillet 2016 (consulté le 31 août 2019).
76. ↑  « The Laundromat : le film de Steven Soderbergh avec Antonio Banderas, Meryl Streep et Gary Oldman sera produit par Netflix », sur Premiere.fr, 10 octobre 2018 (consulté le 26 juin 2019).
77. ↑  « Sharon Stone », sur IMDb (consulté le 26 juin 2019).
78. ↑  « Big Little Lies saison 2 : la scène censurée du jeter de glace sur Meryl Streep », sur FilmsActu (consulté le 10 juillet 2019).
79. ↑  Emilie Semiramoth, « 'Big Little Lies' : une saison 2 incroyable avec Meryl Streep », sur Glamour, 11 juin 2019 (consulté le 10 juillet 2019).
80. ↑  « Ariana Grande et Meryl Streep au casting d'une comédie musicale pour Netflix », sur Le Huffington Post, 26 juin 2019 (consulté le 26 juin 2019).
81. ↑  Grazia.fr, « "The Prom" : une bande-annonce enthousiasmante pour le nouveau film de Ryan Murphy avec Meryl Streep et Nicole Kidman - Grazia », sur grazia.fr, 23 octobre 2020 (consulté le 29 octobre 2020).
82. ↑  « Let them all talk : du nouveau sur le prochain Soderbergh avec Meryl Streep | CineChronicle » (consulté le 29 octobre 2020).
83. ↑  « Meryl Streep, Christine Baranski et Audra McDonald : réunion enivrante au sommet pour rendre hommage au compositeur Stephen Sondheim - Elle », sur elle.fr, 28 avril 2020 (consulté le 1er mai 2020).
84. ↑  agence Reuters, « Taika Waititi lit Roald Dahl avec Meryl Streep et Cate Blanchett pour lutter contre le Covid-19 », sur Le Figaro.fr, 19 mai 2020 (consulté le 19 mai 2020).
85. ↑  (en) « Meryl Streep thinks Jim Parsons is 'brilliant'in Netflix series Hollywood », sur Metro, 1er mai 2020 (consulté le 1er mai 2020).
86. ↑  Head Topics, « Leonardo DiCaprio, Meryl Streep, Jennifer Lawrence... Netflix s'offre un casting de fou pour son prochain film... et il y a même un acteur français dedans ! », sur Head Topics (consulté le 11 décembre 2020).
87. ↑  « Meryl Streep, Leonardo DiCaprio, Timothée Chalamet : casting cinq étoiles pour le prochain film Netflix - Elle », sur elle.fr, 15 octobre 2020 (consulté le 29 octobre 2020).
88. ↑  « Un casting monumental pour Don’t Look Up d’Adam Mckay | CineChronicle » (consulté le 11 décembre 2020).
89. ↑  « Meryl Streep : l’actrice se métamorphose en rousse flamboyante - Elle », sur elle.fr, 11 septembre 2020 (consulté le 29 octobre 2020).
90. ↑  AlloCine, « The Prom sur Netflix : c'est quoi cette comédie musicale étincelante avec Meryl Streep ? », sur AlloCiné (consulté le 11 décembre 2020).
91. ↑  « Meryl Streep et Nicole Kidman s'invitent au bal de The Prom », sur 20minutes.fr (consulté le 11 décembre 2020).
92. ↑  Par Marie PousselLe 11 décembre 2020 à 08h34, « The Prom sur Netflix : une comédie musicale douce comme Noël », sur leparisien.fr, 11 décembre 2020 (consulté le 11 décembre 2020).
93. ↑  Philémon Heutte, « Critique(s) de The Prom sur Netflix », sur Musical Avenue, 23 décembre 2020 (consulté le 24 décembre 2020).
94. ↑  « Que vaut The Prom, la comédie musicale de Netflix ? [critique] », sur Premiere.fr, 6 décembre 2020 (consulté le 11 décembre 2020).
95. ↑  Hervé Tropéa, « Meryl Streep à l'affiche de The Prom sur Netflix : "Chanter a toujours été pour moi une obsession" », sur programme-tv.net, 11 décembre 2020 (consulté le 12 décembre 2020).
96. ↑  DH Les Sports+, « Meryl Streep, Daniel Radcliffe, Gal Gadot: les stars présentent leurs bons vœux et leurs bonnes résolutions pour la nouvelle année », sur DH Les Sports +, 4 janvier 2021 (consulté le 19 janvier 2021).
97. ↑  AlloCine, « Golden Globes 2021 : Tenet et les grands absents des nominations », sur AlloCiné (consulté le 4 février 2021).
98. ↑  « Golden Globes 2021 : Catherine O'Hara, James Corden et Amanda Seyfried nominés pour la première fois - E! Online France », sur E! Online, thu feb 04 11:09:31 gmt+0 2021 (consulté le 4 février 2021).
99. ↑  (en) Republic World, « Meryl Streep describes first scene of new Netflix film 'Don’t Look Up', says 'I was bad' », sur Republic World (consulté le 4 juin 2021).
100. ↑  « Don't Look Up: Déni cosmique », sur imdb.com (consulté le 27 décembre 2021).
101. ↑  Thomas Colpaert, « Don't look up (Netflix) : qui a servi de modèle à Meryl Streep pour son rôle de Présidente des Etats-Unis ? », sur programme-tv.net, 23 décembre 2021 (consulté le 25 janvier 2022).
102. ↑  AlloCine, « Don’t Look Up : Meryl Streep, reine de l’impro ? La preuve en vidéo ! », sur AlloCiné (consulté le 25 janvier 2022).
103. ↑  Prisma Média, « Leonardo DiCaprio : cette scène qui le dérange dans Don't Look Up - Voici », sur Voici.fr (consulté le 25 janvier 2022).
104. ↑  « Dominique Besnehard compte sur cette actrice pour le remake américain de "Dix pour cent" », sur Le HuffPost, 28 mai 2021 (consulté le 4 juin 2021).
105. ↑  « Sharon Stone dénonce la compétition entre les actrices et s'en prend à Meryl Streep », sur Cnews (consulté le 25 juin 2021).
106. ↑  « Sharon Stone : "Il y a d'autres actrices aussi talentueuses que Meryl Streep" », sur Premiere.fr, 25 juin 2021 (consulté le 25 juin 2021).
107. ↑  « Tahar Rahim face à Meryl Streep dans la série américaine "Extrapolations" », sur BFMTV (consulté le 20 octobre 2021).
108. ↑  AlloCine, « Kit Harington, Meryl Streep, Marion Cotillard, Tahar Rahim… c’est quoi cette série avec ce casting de fou ? », sur AlloCiné (consulté le 20 mars 2023).
109. ↑  « Meryl Streep sera dans la saison 3 d’« Only Murders in the Building » », sur 20minutes.fr, 18 janvier 2023 (consulté le 18 janvier 2023).
110. ↑  Marcus Dupont-Besnard, « Only Murders in the Building : la chanson géniale de Meryl Streep est déjà partout », sur Numerama, 17 août 2023 (consulté le 17 août 2023).
111. ↑  Par Stéphanie Guerrin Le 6 août 2023 à 11h40, « « Only Murders In The Building » : l’atout Meryl Streep joue et gagne sur Disney + », sur leparisien.fr, 6 août 2023 (consulté le 17 août 2023).
112. ↑  Condé Nast, « Meryl Streep peut tout jouer : l'actrice impressionne sur Disney+ en comédienne ratée », sur Vanity Fair, 9 août 2023 (consulté le 17 août 2023).
113. ↑  (en-US) Rosy Cordero, « Meryl Streep Sets ‘Only Murders In The Building’ Season 4 Return », sur Deadline, 15 février 2024 (consulté le 16 février 2024).
114. ↑  AFP, « Meryl Streep reçoit le prestigieux prix Princesse des Asturies », sur La Voix du Nord, 26 avril 2023 (consulté le 26 avril 2023).
115. ↑  « Après Cannes, Meryl Streep de retour en France... Pour un concert », sur Le HuffPost, 3 juin 2024 (consulté le 7 juin 2024)
116. ↑   [vidéo] « Rufus Wainwright : Dream Requiem - Avec Meryl Streep - Regarder le programme complet | ARTE Concert » (consulté le 7 juin 2024)
117. ↑  « "Mamma Mia 3" : Meryl Streep de retour dans le nouveau film ? Elle répond ! », sur www.chartsinfrance.net (consulté le 12 juillet 2024)
118. ↑  « La saison 3 de Big Little Lies est en bonne voie, tease Nicole Kidman », sur Premiere.fr, 6 juin 2024 (consulté le 12 juillet 2024)
119. ↑  « Le Diable s'habille en Prada 2 : la suite avec Meryl Streep arrive et a déjà un synopsis », sur www.ecranlarge.com, 9 juillet 2024 (consulté le 12 juillet 2024)
120. ↑  « MSN », sur www.msn.com (consulté le 10 juillet 2025)
121. ↑  « À quoi va ressembler Le Diable s’habille en Prada 2 ? Des photos ont fuité », sur Premiere.fr, 5 août 2025 (consulté le 18 août 2025)
122. ↑  « Encore un report pour le Narnia de Greta Gerwig pour Netflix », sur Premiere.fr, 1er juillet 2025 (consulté le 10 juillet 2025)
123. ↑  (en) Pop Culture & Art, « Anya Taylor-Joy and Meryl Streep to play Joni Mitchell in Cameron Crowe biopic », sur The Express Tribune, 18 août 2025 (consulté le 18 août 2025)
124. ↑  « Festival de Deauville. Meryl Streep fait recette [Video] », 6 septembre 2009 (consulté le 21 mai 2024).
125. ↑  « À Hollywood, une actrice gagne en moyenne 1 million de dollars de moins qu'un acteur », 16 septembre 2019 (consulté le 21 mai 2024).
126. ↑  « Interview de Meryl Streep »(Archive.org • Wikiwix • Archive.is • Google • Que faire ?), sur Dailymotion, 1992 (consulté le 25 mars 2013).
127. ↑  Pierre Boquérat, « Le film où Meryl Streep a failli se noyer », 9 février 2001 (consulté le 21 mai 2024).
128. ↑  « Berlinale 2016 : Meryl Streep, appelez-la Madame la Présidente ! », sur metronews.fr, 14 octobre 2015.
129. ↑  « Ces people qui soutiennent Clinton, Trump ou Sanders », sur bfmtv.com.
130. ↑  (en) Ashley Lee, « Golden Globes: Meryl Streep Talks Immigration, Takes Aim at Donald Trump in Passionate Speech », sur The Hollywood Reporter, 8 janvier 2017 (consulté le 21 janvier 2018).
131. ↑  « "Meryl Streep est excellente", confiait Donald Trump en 2015 », sur L'Express, 10 janvier 2017 (consulté le 21 janvier 2018).
132. ↑  (en) Leo Barraclough, « Donald Trump Lashes Back at Meryl Streep, Calls Her an ‘Overrated’ Actress », sur Variety, 9 janvier 2017 (consulté le 21 janvier 2018).
133. ↑  Léa Mabilon, « Meryl Streep et Don Gummer, mariés depuis 45 ans, révèlent vivre séparément depuis plusieurs années », sur madame.lefigaro.fr, 21 octobre 2023 (consulté le 22 octobre 2023).
134. ↑  Alanna Lynott, « Meryl Streep pays tribute to Robin Williams on the Today show », sur Mail Online, 12 août 2014 (consulté le 6 décembre 2020).
135. 1 2  Fiche Meryl Streep sur TCM Movie Database
136. ↑  Fiche Imdb Other Works
137. ↑  (en) James Hibberd, « Meryl Streep Joins Big Little Lies Season 2 – Find Out Whose Mother She's Playing! », sur etonline, 24 janvier 2018 (consulté le 24 janvier 2018).
138. ↑  « Meryl Streep remporte un ours d'honneur à la Berlinale », 10 décembre 2012 (consulté le 21 mai 2024).
139. ↑  « Meryl Streep reçoit la médaille de la Liberté », Le Figaro, 11 novembre 2014.
140. ↑  « Meryl Streep Invitée d'honneur de la cérémonie d'ouverture du 77e Festival de Cannes », sur Festival de Cannes, 2 mai 2024 (consulté le 2 mai 2024).
141. ↑  « Cannes 2024: Meryl Streep va recevoir une Palme d'Or d'honneur lors de la cérémonie d'ouverture », sur BFMTV (consulté le 2 mai 2024).
142. ↑  « Festival de Cannes 2024 : l'actrice Meryl Streep recevra une Palme d'or d'honneur lors de la cérémonie d'ouverture », sur Franceinfo, 2 mai 2024 (consulté le 2 mai 2024).
143. ↑  (en) Le Monde, AP et AFP, « Cannes 2024 opens with Meryl Streep receiving an honorary Palme D'Or » [« Cannes 2024 s'ouvre avec Meryl Streep recevant une Palme d'Or d'honneur »], sur lemonde.fr, Le Monde, 15 mai 2024 (consulté le 19 mai 2024).
144. ↑  « Festival de Cannes 2024 : une Palme d'or d'honneur remise à Meryl Streep », sur Franceinfo, 15 mai 2024 (consulté le 7 juin 2024)
145. ↑  « Voxographie de Frédérique Tirmont », sur AlloDoublage.
146. 1 2  « Comédiennes ayant doublé Meryl Streep en France » sur RS Doublage
147. 1 2 3 4  Comédiennes ayant doublé Meryl Streep au Québec sur Doublage.qc.ca.